# Lijst van virussen
Het International Committee on Taxonomy of Viruses regelt de virusnomenclatuur en geeft een taxonomische lijst van virussen uit. De hieronder gegeven lijst stamt van 2011. Hierin worden de erkende soorten en geslachten genoemd, en voor zover bekend de families en ordes waartoe deze behoren.

## ICTV-classificatie
Het International Committee on Taxonomy of Viruses is verantwoordelijk voor het beoordelen en ratificeren van veranderingen op het gebied van virustaxonomie. Dankzij zeer snelle ontwikkelingen in DNA-sequencing sinds de jaren 2010 kon een taxonomisch systeem worden samengesteld die de volledige diversiteit van virussen behelst. Omdat verschillende basale (vroege) evolutionaire relaties werden opgehelderd, kregen de taxonomische niveaus fylum, rijk en imperium een plaats in het systeem. 
In 2019 bestond de ICTV-classificatie uit 4 imperia, 9 rijken, 16 fyla, 2 subfyla, 36 klassen, 55 orden, 8 onderorden, 168 families, 103 onderfamilies, 1421 geslachten, 68 ondergeslachten en 6590 soorten. De huidige hiërarchie is als volgt opgebouwd:

## Hoofdindeling
De indeling van de virussen blijft sterk in beweging. Een overzicht uit 2024:

## Taxonomische lijst van virussen 2011
De hieronder volgende, verouderde lijst bevat de in 2011 erkende, officiële namen van virussen. De namen zijn afgeleid van het Engels. Soms bestaan er ook Nederlandse of vernederlandste namen. Soms worden hieronder bij een virussoort een of meer virusstammen genoemd. De meest recente lijsten zijn ten gevolge van genetisch en fylogenetisch onderzoek zodanig uitgebreid geworden, dat ze hier niet gepubliceerd worden.

### Orde Caudovirales
Orde: Caudovirales
- Familie: Myoviridae
  - Geslacht: Bcep781likevirus
    - Soort: Burkholderia phage Bcep1
    - Soort: Burkholderia phage Bcep43
    - Soort: Burkholderia phage Bcep781
    - Soort: Burkholderia phage BcepNY3
    - Soort: Xanthomonas phage OP2

  - Geslacht: Bcepmulikevirus
    - Soort: Burkholderia phage BcepMu
    - Soort: Burkholderia phage phiE255

  - Geslacht: FelixO1likevirus
    - Soort: Erwinia phage phiEa21-4
    - Soort: Escherichia phage wV8
    - Soort: Salmonella phage FelixO1

  - Geslacht: Hap1likevirus
    - Soort: Halomonas phage phiHAP-1
    - Soort: Vibrio phage VP882

  - Geslacht: I3-like viruses
    - Soort: Mycobacterium phage I3

  - Geslacht: Mu-like viruses
    - Soort: Enterobacteria phage Mu

  - Geslacht: P1-like viruses
    - Soort: Aeromonas phage 43
    - Soort: Enterobacteria phage P1

  - Geslacht: PB1likevirus
    - Soort: Burkholderia phage BcepF1
    - Soort: Pseudomonas phage 14-1
    - Soort: Pseudomonas phage F8
    - Soort: Pseudomonas phage LBL3
    - Soort: Pseudomonas phage LMA2
    - Soort: Pseudomonas phage PB1
    - Soort: Pseudomonas phage SN

  - Geslacht: PhiCD119likevirus
    - Soort: Clostridium phage phiC2
    - Soort: Clostridium phage phiCD119
    - Soort: Clostridium phage phiCD27

  - Geslacht: PhiH-like viruses
    - Soort: Halobacterium phage phiH

  - Geslacht: PhiKZ-like viruses
    - Soort: Pseudomonas phage EL
    - Soort: Pseudomonas phage Lin68
    - Soort: Pseudomonas phage phiKZ

  - Geslacht: Niet geplaatst
    - Soort: Bacillus phage G
    - Soort: Bacillus phage PBS1
    - Soort: Microcystis aeruginosa phage Ma-LMM01
- Familie: Myoviridae, Subfamilie: Peduovirinae
  - Geslacht: Hp1likevirus
    - Soort: Aeromonas phage phiO18P
    - Soort: Haemophilus phage HP1
    - Soort: Haemophilus phage HP2
    - Soort: Pasteurella phage F108
    - Soort: Vibrio phage K139
    - Soort: Vibrio phage Kappa

  - Geslacht: P2-like viruses
    - Soort: Burkholderia phage phi52237
    - Soort: Burkholderia phage phiE12-2
    - Soort: Burkholderia phage phiE202
    - Soort: Enterobacteria phage 186
    - Soort: Enterobacteria phage P2
    - Soort: Enterobacteria phage PsP3
    - Soort: Enterobacteria phage Wphi
    - Soort: Mannheimia phage phiMhaA1-PHL101
    - Soort: Pseudomonas phage phiCTX
    - Soort: Ralstonia phage RSA1
    - Soort: Salmonella Fels-2
    - Soort: Salmonella SopEphi
    - Soort: Yersinia phage L-413C
- Familie: Myoviridae, Subfamilie: Spounavirinae
  - Geslacht: SPO1-like viruses
    - Soort: Bacillus phage SPO1

  - Geslacht: Twortlikevirus
    - Soort: Listeria phage A511
    - Soort: Listeria phage P100
    - Soort: Staphylococcus phage G1
    - Soort: Staphylococcus phage K
    - Soort: Staphylococcus phage Twort

  - Geslacht: Niet geplaatst
    - Soort: Enterococcus phage phiEC24C
    - Soort: Lactobacillus phage LP65
- Familie: Myoviridae, Subfamilie: Tevenvirinae
  - Geslacht: Schizot4likevirus
    - Soort: Vibrio phage KVP40
    - Soort: Vibrio phage nt-1

  - Geslacht: T4-like viruses
    - Soort: Aeromonas phage 25
    - Soort: Aeromonas phage 31
    - Soort: Aeromonas phage 44RR2.8t
    - Soort: Enterobacteria phage SV14
    - Soort: Enterobacteria phage T4
    - Soort: Escherichia phage JS98
    - Soort: Escherichia phage phi1
    - Soort: Escherichia phage RB14
    - Soort: Escherichia phage RB16
    - Soort: Escherichia phage RB32
    - Soort: Escherichia phage RB43
    - Soort: Escherichia phage RB49
    - Soort: Escherichia phage RB69
    - Soort: Pseudomonas phage 42

  - Geslacht: Niet geplaatst
    - Soort: Acinetobacter phage 133
    - Soort: Aeromonas phage 65
    - Soort: Aeromonas phage Aeh1
- Familie: Podoviridae
  - Geslacht: BPP-1-like viruses
    - Soort: Bordetella phage BPP-1
    - Soort: Burkholderia phage BcepC6B

  - Geslacht: Epsilon15-like viruses
    - Soort: Escherichia phage PhiV10
    - Soort: Salmonella phage epsilon15

  - Geslacht: LUZ24-like viruses
    - Soort: Pseudomonas phage LUZ24
    - Soort: Pseudomonas phage PaP3

  - Geslacht: N4-like viruses
    - Soort: Escherichia phage N4

  - Geslacht: P22-like viruses
    - Soort: Enterobacteria phage P22
    - Soort: Salmonella phage HK620
    - Soort: Salmonella phage ST64T
    - Soort: Shigella phage Sf6

  - Geslacht: Phieco32-like viruses
    - Soort: Enterobacteria phage Phieco32

  - Geslacht: Niet geplaatst
    - Soort: Endosymbiont phage APSE-1
    - Soort: Lactococcus phage KSY1
    - Soort: Phormidium phage Pf-WMP3
    - Soort: Phormidium phage Pf-WMP4
    - Soort: Pseudomonas phage 119X
    - Soort: Pseudomonas phage F116
    - Soort: Roseobacter phage SIO1
    - Soort: Vibrio phage VpV262
- Familie: Podoviridae, Subfamilie: Autographivirinae
  - Geslacht: PhiKMV-like viruses
    - Soort: Pseudomonas phage LKA1
    - Soort: Pseudomonas phage phiKMV

  - Geslacht: SP6-like viruses
    - Soort: Enterobacteria phage K1-5
    - Soort: Enterobacteria phage K1E
    - Soort: Enterobacteria phage K5
    - Soort: Enterobacteria phage SP6
    - Soort: Erwinia amylovora phage Era103

  - Geslacht: T7-like viruses
    - Soort: Enterobacteria phage T7
    - Soort: Kluyvera phage Kvp1
    - Soort: Pseudomonad phage gh-1

  - Geslacht: Niet geplaatst
    - Soort: Prochlorococcus phage P-SSP7
    - Soort: Synechococcus phage P60
    - Soort: Synechococcus phage syn5
- Familie: Podoviridae, Subfamilie: Picovirinae
  - Geslacht: AHJD-like viruses
    - Soort: Staphylococcus phage 44AHJD
    - Soort: Streptococcus phage C1

  - Geslacht: Phi29-like viruses
    - Soort: Bacillus phage B103
    - Soort: Bacillus phage GA-1
    - Soort: Bacillus phage phi29
    - Soort: Kurthia phage 6

  - Geslacht: Niet geplaatst
    - Soort: Actinomyces phage Av-1
    - Soort: Mycoplasma phage P1
    - Soort: Streptococcus phage Cp-1
- Familie: Siphoviridae
  - Geslacht: c2-like viruses
    - Soort: Lactococcus phage bIL67
    - Soort: Lactococcus phage c2

  - Geslacht: L5-like viruses
    - Soort: Mycobacterium phage D29
    - Soort: Mycobacterium phage L5

  - Geslacht: Lambda-like viruses
    - Soort: Enterobacteria phage HK022
    - Soort: Enterobacteria phage HK97
    - Soort: Enterobacteria phage lambda

  - Geslacht: N15-like viruses
    - Soort: Enterobacteria phage N15

  - Geslacht: PhiC31-like viruses
    - Soort: Streptomyces phage phiC31

  - Geslacht: PsiM1-like viruses
    - Soort: Methanobacterium phage psiM1

  - Geslacht: SPbeta-like viruses
    - Soort: Bacillus phage SPbeta

  - Geslacht: T1-like viruses
    - Soort: Enterobacteria phage T1

  - Geslacht: T5-like viruses
    - Soort: Enterobacteria phage T5
    - Soort: Vibrio phage 149 (type IV)

### Orde Herpesvirales
Orde: Herpesvirales (Herpesvirussen)
- Familie: Alloherpesviridae
  - Geslacht: Batrachovirus
    - Soort: Ranid herpesvirus 1
    - Soort: Ranid herpesvirus 2

  - Geslacht: Cyprinivirus
    - Soort: Anguillid herpesvirus 1
    - Soort: Cyprinid herpesvirus 1
    - Soort: Cyprinid herpesvirus 2
    - Soort: Cyprinid herpesvirus 3 (Third Cyprinid Herpesvirus)

  - Geslacht: Ictalurivirus
    - Soort: Acipenserid herpesvirus 2
    - Soort: Ictalurid herpesvirus 1
    - Soort: Ictalurid herpesvirus 2

  - Geslacht: Salmonivirus
    - Soort: Salmonid herpesvirus 1
    - Soort: Salmonid herpesvirus 2
    - Soort: Salmonid herpesvirus 3
- Familie: Herpesviridae (Herpesvirussen)
- Familie: Herpesviridae, Subfamilie: Alphaherpesvirinae
  - Geslacht: Iltovirus
    - Soort: Gallid herpesvirus 1
    - Soort: Psittacid herpesvirus 1

  - Geslacht: Mardivirus
    - Soort: Anatid herpesvirus 1
    - Soort: Columbid herpesvirus 1
    - Soort: Gallid herpesvirus 2
    - Soort: Gallid herpesvirus 3
    - Soort: Meleagrid herpesvirus 1

  - Geslacht: Scutavirus
    - Soort: Chelonid herpesvirus 5

  - Geslacht: Simplexvirus
    - Soort: Ateline herpesvirus 1
    - Soort: Bovine herpesvirus 2
    - Soort: Cercopithecine herpesvirus 2
    - Soort: Human herpesvirus 1 (zie Herpes-simplexvirus)
    - Soort: Human herpesvirus 2 (zie Herpes-simplexvirus)
    - Soort: Leporid herpesvirus 4
    - Soort: Macacine herpesvirus 1
    - Soort: Macropodid herpesvirus 1
    - Soort: Macropodid herpesvirus 2
    - Soort: Papiine herpesvirus 2
    - Soort: Saimiriine herpesvirus 1

  - Geslacht: Niet geplaatst
    - Soort: Chelonid herpesvirus 6

  - Geslacht: Varicellovirus
    - Soort: Bovine herpesvirus 1
    - Soort: Bovine herpesvirus 5
    - Soort: Bubaline herpesvirus 1
    - Soort: Canid herpesvirus 1
    - Soort: Caprine herpesvirus 1
    - Soort: Cercopithecine herpesvirus 9
    - Soort: Cervid herpesvirus 1
    - Soort: Cervid herpesvirus 2
    - Soort: Equid herpesvirus 1
    - Soort: Equid herpesvirus 3
    - Soort: Equid herpesvirus 4
    - Soort: Equid herpesvirus 8
    - Soort: Equid herpesvirus 9
    - Soort: Felid herpesvirus 1
    - Soort: Human herpesvirus 3 (Varicella-zostervirus)
    - Soort: Phocid herpesvirus 1
    - Soort: Suid herpesvirus 1
- Familie: Herpesviridae, Subfamilie: Betaherpesvirinae
  - Geslacht: Cytomegalovirus
    - Soort: Cercopithecine herpesvirus 5
    - Soort: Human herpesvirus 5
    - Soort: Macacine herpesvirus 3
    - Soort: Panine herpesvirus 2

  - Geslacht: Muromegalovirus
    - Soort: Murid herpesvirus 1
    - Soort: Murid herpesvirus 2
    - Soort: Murid herpesvirus 8

  - Geslacht: Proboscivirus
    - Soort: Elephantid herpesvirus 1

  - Geslacht: Roseolovirus
    - Soort: Human herpesvirus 6A (zie Zesde ziekte)
    - Soort: Human herpesvirus 6B (zie Roseola infantum)
    - Soort: Human herpesvirus 7

  - Geslacht: Niet geplaatst
    - Soort: Caviid herpesvirus 2
    - Soort: Suid herpesvirus 2
    - Soort: Tupaiid herpesvirus 1
- Familie: Herpesviridae, Subfamilie: Gammaherpesvirinae
  - Geslacht: Lymphocryptovirus
    - Soort: Callitrichine herpesvirus 3
    - Soort: Cercopithecine herpesvirus 14
    - Soort: Gorilline herpesvirus 1
    - Soort: Human herpesvirus 4 (epstein-barrvirus)
    - Soort: Macacine herpesvirus 4
    - Soort: Panine herpesvirus 1
    - Soort: Papiine herpesvirus 1
    - Soort: Pongine herpesvirus 2

  - Geslacht: Macavirus
    - Soort: Alcelaphine herpesvirus 1
    - Soort: Alcelaphine herpesvirus 2
    - Soort: Bovine herpesvirus 6
    - Soort: Caprine herpesvirus 2
    - Soort: Hippotragine herpesvirus 1
    - Soort: Ovine herpesvirus 2
    - Soort: Suid herpesvirus 3
    - Soort: Suid herpesvirus 4
    - Soort: Suid herpesvirus 5

  - Geslacht: Percavirus
    - Soort: Equid herpesvirus 2
    - Soort: Equid herpesvirus 5
    - Soort: Mustelid herpesvirus 1

  - Geslacht: Rhadinovirus
    - Soort: Ateline herpesvirus 2
    - Soort: Ateline herpesvirus 3
    - Soort: Bovine herpesvirus 4
    - Soort: Cricetid herpesvirus 2
    - Soort: Human herpesvirus 8 (Humaan herpesvirus 8)
    - Soort: Macacine herpesvirus 5
    - Soort: Murid herpesvirus 4
    - Soort: Murid herpesvirus 7
    - Soort: Saimiriine herpesvirus 2

  - Geslacht: Niet geplaatst
    - Soort: Equid herpesvirus 7
    - Soort: Phocid herpesvirus 2
    - Soort: Saguinine herpesvirus 1
- Familie: Herpesviridae, Subfamilie: Niet geplaatst
  - Geslacht: Niet geplaatst
    - Soort: Iguanid herpesvirus 2
- Familie: Malacoherpesviridae
  - Geslacht: Ostreavirus
    - Soort: Ostreid herpesvirus 1

### Orde Mononegavirales
Orde: Mononegavirales
- Familie: Bornaviridae
  - Geslacht: Bornavirus
    - Soort: Borna disease virus
- Familie: Filoviridae (Filovirussen)
  - Geslacht: Ebolavirus
    - Soort: Bundibugyo ebolavirus
    - Soort: Reston ebolavirus
    - Soort: Sudan ebolavirus
    - Soort: Tai Forest ebolavirus
    - Soort: Zaire ebolavirus

  - Geslacht: Marburgvirus
    - Soort: Marburg marburgvirus (Marburgvirus)
- Familie: Paramyxoviridae (Paramyxovirus)
- Familie: Paramyxoviridae, Subfamilie: Paramyxovirinae
  - Geslacht: Aquaparamyxovirus
    - Soort: Atlantic salmon paramyxovirus

  - Geslacht: Avulavirus
    - Soort: Avian paramyxovirus 2
    - Soort: Avian paramyxovirus 3
    - Soort: Avian paramyxovirus 4
    - Soort: Avian paramyxovirus 5
    - Soort: Avian paramyxovirus 6
    - Soort: Avian paramyxovirus 7
    - Soort: Avian paramyxovirus 8
    - Soort: Avian paramyxovirus 9
    - Soort: Newcastle disease virus

  - Geslacht: Ferlavirus
    - Soort: Fer-de-Lance paramyxovirus

  - Geslacht: Henipavirus
    - Soort: Hendra virus
    - Soort: Nipah virus

  - Geslacht: Morbillivirus
    - Soort: Canine distemper virus
    - Soort: Cetacean morbillivirus
    - Soort: Measles virus (Mazelenvirus)
    - Soort: Peste-des-petits-ruminants virus
    - Soort: Phocine distemper virus
    - Soort: Rinderpest virus

  - Geslacht: Respirovirus
    - Soort: Bovine parainfluenza virus 3
    - Soort: Human parainfluenza virus 1
    - Soort: Human parainfluenza virus 3
    - Soort: Sendai virus
    - Soort: Simian virus 10

  - Geslacht: Rubulavirus
    - Soort: Human parainfluenza virus 2
    - Soort: Human parainfluenza virus 4
    - Soort: Mapuera virus
    - Soort: Mumps virus
    - Soort: Parainfluenza virus 5
    - Soort: Porcine rubulavirus
    - Soort: Simian virus 41
- Familie: Paramyxoviridae, Subfamilie: Pneumovirinae
  - Geslacht: Metapneumovirus
    - Soort: Avian metapneumovirus
    - Soort: Human metapneumovirus

  - Geslacht: Pneumovirus
    - Soort: Bovine respiratory syncytial virus
    - Soort: Human respiratory syncytial virus
    - Soort: Murine pneumonia virus
- Familie: Rhabdoviridae
  - Geslacht: Cytorhabdovirus
    - Soort: Barley yellow striate mosaic virus
    - Soort: Broccoli necrotic yellows virus
    - Soort: Festuca leaf streak virus
    - Soort: Lettuce necrotic yellows virus
    - Soort: Lettuce yellow mottle virus
    - Soort: Northern cereal mosaic virus
    - Soort: Sonchus virus
    - Soort: Strawberry crinkle virus
    - Soort: Wheat American striate mosaic virus

  - Geslacht: Ephemerovirus
    - Soort: Adelaide River virus
    - Soort: Berrimah virus
    - Soort: Bovine ephemeral fever virus

  - Geslacht: Lyssavirus
    - Soort: Aravan virus
    - Soort: Australian bat lyssavirus
    - Soort: Duvenhage virus
    - Soort: European bat lyssavirus 1
    - Soort: European bat lyssavirus 2
    - Soort: Irkut virus
    - Soort: Khujand virus
    - Soort: Lagos bat virus
    - Soort: Mokola virus
    - Soort: Rabies virus
    - Soort: Shimoni bat virus
    - Soort: West Caucasian bat virus

  - Geslacht: Novirhabdovirus
    - Soort: Hirame rhabdovirus
    - Soort: Infectious hematopoietic necrosis virus
    - Soort: Snakehead virus
    - Soort: Viral hemorrhagic septicemia virus

  - Geslacht: Nucleorhabdovirus
    - Soort: Datura yellow vein virus
    - Soort: Eggplant mottled dwarf virus
    - Soort: Maize fine streak virus
    - Soort: Maize Iranian mosaic virus
    - Soort: Maize mosaic virus
    - Soort: Potato yellow dwarf virus
    - Soort: Rice yellow stunt virus
    - Soort: Sonchus yellow net virus
    - Soort: Sowthistle yellow vein virus
    - Soort: Taro vein chlorosis virus

  - Geslacht: Niet geplaatst
    - Soort: Flanders virus
    - Soort: Moussa virus
    - Soort: Ngaingan virus
    - Soort: Sigma virus
    - Soort: Tupaia virus
    - Soort: Wongabel virus

  - Geslacht: Vesiculovirus
    - Soort: Carajas virus
    - Soort: Chandipura virus
    - Soort: Cocal virus
    - Soort: Isfahan virus
    - Soort: Maraba virus
    - Soort: Piry virus
    - Soort: Spring viraemia of carp virus
    - Soort: Vesicular stomatitis Alagoas virus
    - Soort: Vesicular stomatitis Indiana virus
    - Soort: Vesicular stomatitis New Jersey virus

### Orde Nidovirales
Orde: Nidovirales
- Familie: Arteriviridae
  - Geslacht: Arterivirus
    - Soort: Equine arteritis virus
    - Soort: Lactate dehydrogenase-elevating virus
    - Soort: Porcine reproductive and respiratory syndrome virus
    - Soort: Simian hemorrhagic fever virus
- Familie: Coronaviridae (Coronavirussen)
- Familie: Coronaviridae, Subfamilie: Coronavirinae
  - Geslacht: Alphacoronavirus
    - Soort: Alphacoronavirus 1
    - Soort: Human coronavirus 229E
    - Soort: Human coronavirus NL63
    - Soort: Miniopterus bat coronavirus 1
    - Soort: Miniopterus bat coronavirus HKU8
    - Soort: Porcine epidemic diarrhea virus
    - Soort: Rhinolophus bat coronavirus HKU2
    - Soort: Scotophilus bat coronavirus 512

  - Geslacht: Betacoronavirus
    - Soort: Betacoronavirus 1
    - Soort: Human coronavirus HKU1
    - Soort: Murine coronavirus
    - Soort: Pipistrellus bat coronavirus HKU5
    - Soort: Rousettus bat coronavirus HKU9
    - Soort: Severe acute respiratory syndrome-related coronavirus (SARS-CoV)
      - Stam: Severe acute respiratory syndrome-related coronavirus 2 (SARS-CoV-2) - veroorzaker van de coronapandemie

    - Soort: Tylonycteris bat coronavirus HKU4

  - Geslacht: Gammacoronavirus
    - Soort: Avian coronavirus
    - Soort: Beluga whale coronavirus SW1

  - Geslacht: Deltacoronavirus
    - Soort: Bulbul coronavirus HKU11
    - Soort: Munia coronavirus HKU13
    - Soort: Thrush coronavirus HKU12
- Familie: Coronaviridae, Subfamilie: Torovirinae
  - Geslacht: Bafinivirus
    - Soort: White bream virus

  - Geslacht: Torovirus
    - Soort: Bovine torovirus
    - Soort: Equine torovirus
    - Soort: Human torovirus
    - Soort: Porcine torovirus
- Familie: Roniviridae
  - Geslacht: Okavirus
    - Soort: Gill-associated virus

### Orde Picornavirales
Orde: Picornavirales
- Familie: Dicistroviridae
  - Geslacht: Aparavirus
    - Soort: Acute bee paralysis virus
    - Soort: Israeli acute paralysis virus
    - Soort: Kashmir bee virus
    - Soort: Mud crab virus
    - Soort: Solenopsis invicta virus-1
    - Soort: Taura syndrome virus

  - Geslacht: Cripavirus
    - Soort: Aphid lethal paralysis virus
    - Soort: Black queen cell virus
    - Soort: Cricket paralysis virus
    - Soort: Drosophila C virus
    - Soort: Himetobi P virus
    - Soort: Homalodisca coagulata virus-1
    - Soort: Plautia stali intestine virus
    - Soort: Rhopalosiphum padi virus
    - Soort: Triatoma virus
- Familie: Iflaviridae
  - Geslacht: Iflavirus
    - Soort: Deformed wing virus (DWV)
    - Soort: Ectropis obliqua virus
    - Soort: Infectious flacherie virus
    - Soort: Perina nuda virus
    - Soort: Sacbrood virus
    - Soort: Slow bee paralysis virus
    - Soort: Varroa destructor virus-1
- Familie: Marnaviridae
  - Geslacht: Marnavirus
    - Soort: Heterosigma akashiwo RNA virus
- Familie: Picornaviridae (Picornavirus)
  - Geslacht: Aphthovirus
    - Soort: Bovine rhinitis A virus
    - Soort: Bovine rhinitis B virus
    - Soort: Equine rhinitis A virus
    - Soort: Foot-and-mouth disease virus

  - Geslacht: Avihepatovirus
    - Soort: Duck hepatitis A virus

  - Geslacht: Cardiovirus
    - Soort: Encephalomyocarditis virus
    - Soort: Theilovirus

  - Geslacht: Enterovirus (Enterovirussen)
    - Soort: Bovine enterovirus
    - Soort: Human enterovirus A (Entero 71)
    - Soort: Human enterovirus B
    - Soort: Human enterovirus C
    - Soort: Human enterovirus D
    - Soort: Human rhinovirus A (zie: Rinovirus)
    - Soort: Human rhinovirus B (zie: Rinovirus)
    - Soort: Human rhinovirus C (zie: Rinovirus)
    - Soort: Porcine enterovirus B
    - Soort: Simian enterovirus A

  - Geslacht: Erbovirus
    - Soort: Equine rhinitis B virus

  - Geslacht: Hepatovirus
    - Soort: Hepatitis A virus (zie: Hepatitis A)

  - Geslacht: Kobuvirus
    - Soort: Aichi virus
    - Soort: Bovine kobuvirus

  - Geslacht: Parechovirus
    - Soort: Human parechovirus
    - Soort: Ljungan virus

  - Geslacht: Sapelovirus
    - Soort: Avian sapelovirus
    - Soort: Porcine sapelovirus
    - Soort: Simian sapelovirus

  - Geslacht: Senecavirus
    - Soort: Seneca Valley virus

  - Geslacht: Teschovirus
    - Soort: Porcine teschovirus

  - Geslacht: Tremovirus
    - Soort: Avian encephalomyelitis virus
- Familie: Secoviridae
  - Geslacht: Cheravirus
    - Soort: Apple latent spherical virus
    - Soort: Cherry rasp leaf virus
    - Soort: Stocky prune virus

  - Geslacht: Sadwavirus
    - Soort: Satsuma dwarf virus

  - Geslacht: Sequivirus
    - Soort: Carrot necrotic dieback virus
    - Soort: Dandelion yellow mosaic virus
    - Soort: Parsnip yellow fleck virus

  - Geslacht: Torradovirus
    - Soort: Tomato marchitez virus
    - Soort: Tomato torrado virus

  - Geslacht: Niet geplaatst
    - Soort: Black raspberry necrosis virus
    - Soort: Strawberry latent ringspot virus
    - Soort: Strawberry mottle virus

  - Geslacht: Waikavirus
    - Soort: Anthriscus yellows virus
    - Soort: Maize chlorotic dwarf virus
    - Soort: Rice tungro spherical virus
- Familie: Secoviridae, Subfamilie: Comovirinae
  - Geslacht: Comovirus
    - Soort: Andean potato mottle virus
    - Soort: Bean pod mottle virus
    - Soort: Bean rugose mosaic virus
    - Soort: Broad bean stain virus
    - Soort: Broad bean true mosaic virus
    - Soort: Cowpea mosaic virus
    - Soort: Cowpea severe mosaic virus
    - Soort: Glycine mosaic virus
    - Soort: Pea green mottle virus
    - Soort: Pea mild mosaic virus
    - Soort: Quail pea mosaic virus
    - Soort: Radish mosaic virus
    - Soort: Red clover mottle virus
    - Soort: Squash mosaic virus
    - Soort: Ullucus virus C

  - Geslacht: Fabavirus
    - Soort: Broad bean wilt virus 1
    - Soort: Broad bean wilt virus 2
    - Soort: Gentian mosaic virus
    - Soort: Lamium mild mosaic virus

  - Geslacht: Nepovirus
    - Soort: Apricot latent ringspot virus
    - Soort: Arabis mosaic virus
    - Soort: Arracacha virus A
    - Soort: Artichoke Aegean ringspot virus
    - Soort: Artichoke Italian latent virus
    - Soort: Artichoke yellow ringspot virus
    - Soort: Beet ringspot virus
    - Soort: Blackcurrant reversion virus
    - Soort: Blueberry leaf mottle virus
    - Soort: Cassava American latent virus
    - Soort: Cassava green mottle virus
    - Soort: Cherry leaf roll virus
    - Soort: Chicory yellow mottle virus
    - Soort: Cocoa necrosis virus
    - Soort: Crimson clover latent virus
    - Soort: Cycas necrotic stunt virus
    - Soort: Grapevine Anatolian ringspot virus
    - Soort: Grapevine Bulgarian latent virus
    - Soort: Grapevine chrome mosaic virus
    - Soort: Grapevine deformation virus
    - Soort: Grapevine fanleaf virus
    - Soort: Grapevine Tunisian ringspot virus
    - Soort: Hibiscus latent ringspot virus
    - Soort: Lucerne Australian latent virus
    - Soort: Melon mild mottle virus
    - Soort: Mulberry ringspot virus
    - Soort: Myrobalan latent ringspot virus
    - Soort: Olive latent ringspot virus
    - Soort: Peach rosette mosaic virus
    - Soort: Potato black ringspot virus
    - Soort: Potato virus U
    - Soort: Raspberry ringspot virus
    - Soort: Tobacco ringspot virus
    - Soort: Tomato black ring virus
    - Soort: Tomato ringspot virus
- Familie: Niet geplaatst
  - Geslacht: Bacillarnavirus
    - Soort: Chaetoceros socialis f. radians RNA virus 01
    - Soort: Chaetoceros tenuissimus RNA virus 01
    - Soort: Rhizosolenia setigera RNA virus 01

  - Geslacht: Labyrnavirus
    - Soort: Aurantiochytrium single-stranded RNA virus 01

### Orde Tymovirales
Orde: Tymovirales
- Familie: Alphaflexiviridae
  - Geslacht: Allexivirus
    - Soort: Garlic mite-borne filamentous virus
    - Soort: Garlic virus A
    - Soort: Garlic virus B
    - Soort: Garlic virus C
    - Soort: Garlic virus D
    - Soort: Garlic virus E
    - Soort: Garlic virus X
    - Soort: Shallot virus X

  - Geslacht: Botrexvirus
    - Soort: Botrytis virus X

  - Geslacht: Lolavirus
    - Soort: Lolium latent virus

  - Geslacht: Mandarivirus
    - Soort: Indian citrus ringspot virus

  - Geslacht: Potexvirus
    - Soort: Alstroemeria virus X
    - Soort: Alternanthera mosaic virus
    - Soort: Asparagus virus 3
    - Soort: Bamboo mosaic virus
    - Soort: Cactus virus X
    - Soort: Cassava common mosaic virus
    - Soort: Cassava virus X
    - Soort: Clover yellow mosaic virus
    - Soort: Commelina virus X
    - Soort: Cymbidium mosaic virus
    - Soort: Daphne virus X
    - Soort: Foxtail mosaic virus
    - Soort: Hosta virus X
    - Soort: Hydrangea ringspot virus
    - Soort: Lettuce virus X
    - Soort: Lily virus X
    - Soort: Malva mosaic virus
    - Soort: Mint virus X
    - Soort: Narcissus mosaic virus
    - Soort: Nerine virus X
    - Soort: Opuntia virus X
    - Soort: Papaya mosaic virus
    - Soort: Pepino mosaic virus
    - Soort: Phaius virus X
    - Soort: Plantago asiatica mosaic virus
    - Soort: Plantago severe mottle virus
    - Soort: Plantain virus X
    - Soort: Potato aucuba mosaic virus
    - Soort: Potato virus X
    - Soort: Schlumbergera virus X
    - Soort: Strawberry mild yellow edge virus
    - Soort: Tamus red mosaic virus
    - Soort: Tulip virus X
    - Soort: White clover mosaic virus
    - Soort: Zygocactus virus X

  - Geslacht: Sclerodarnavirus
    - Soort: Sclerotinia sclerotiorum debilitation-associated RNA virus
- Familie: Betaflexiviridae
  - Geslacht: Capillovirus
    - Soort: Apple stem grooving virus
    - Soort: Cherry virus A

  - Geslacht: Carlavirus
    - Soort: Aconitum latent virus
    - Soort: American hop latent virus
    - Soort: Blueberry scorch virus
    - Soort: Cactus virus 2
    - Soort: Caper latent virus
    - Soort: Carnation latent virus
    - Soort: Chrysanthemum virus B
    - Soort: Cole latent virus
    - Soort: Coleus vein necrosis virus
    - Soort: Cowpea mild mottle virus
    - Soort: Dandelion latent virus
    - Soort: Daphne virus S
    - Soort: Elderberry symptomless virus
    - Soort: Garlic common latent virus
    - Soort: Helenium virus S
    - Soort: Helleborus net necrosis virus
    - Soort: Honeysuckle latent virus
    - Soort: Hop latent virus
    - Soort: Hop mosaic virus
    - Soort: Hydrangea latent virus
    - Soort: Kalanchoë latent virus
    - Soort: Ligustrum necrotic ringspot virus
    - Soort: Lilac mottle virus
    - Soort: Lily symptomless virus
    - Soort: Melon yellowing-associated virus
    - Soort: Mulberry latent virus
    - Soort: Muskmelon vein necrosis virus
    - Soort: Narcissus common latent virus
    - Soort: Narcissus symptomless virus
    - Soort: Nerine latent virus
    - Soort: Passiflora latent virus
    - Soort: Pea streak virus
    - Soort: Poplar mosaic virus
    - Soort: Potato latent virus
    - Soort: Potato virus M
    - Soort: Potato virus P
    - Soort: Potato virus S
    - Soort: Red clover vein mosaic virus
    - Soort: Shallot latent virus
    - Soort: Sint-Jan's onion latent virus
    - Soort: Strawberry pseudo mild yellow edge virus
    - Soort: Sweet potato chlorotic fleck virus
    - Soort: Verbena latent virus

  - Geslacht: Citrivirus
    - Soort: Citrus leaf blotch virus

  - Geslacht: Foveavirus
    - Soort: Apple stem pitting virus
    - Soort: Apricot latent virus
    - Soort: Grapevine rupestris stem pitting-associated virus
    - Soort: Peach chlorotic mottle virus

  - Geslacht: Tepovirus
    - Soort: Potato virus T

  - Geslacht: Trichovirus
    - Soort: Apple chlorotic leaf spot virus
    - Soort: Apricot pseudo-chlorotic leaf spot virus
    - Soort: Cherry mottle leaf virus
    - Soort: Grapevine berry inner necrosis virus
    - Soort: Peach mosaic virus

  - Geslacht: Niet geplaatst
    - Soort: African oil palm ringspot virus
    - Soort: Banana mild mosaic virus
    - Soort: Cherry green ring mottle virus
    - Soort: Cherry necrotic rusty mottle virus
    - Soort: Sugarcane striate mosaic-associated virus

  - Geslacht: Vitivirus
    - Soort: Grapevine virus A
    - Soort: Grapevine virus B
    - Soort: Grapevine virus D
    - Soort: Grapevine virus E
    - Soort: Heracleum latent virus
    - Soort: Mint virus 2
- Familie: Gammaflexiviridae
  - Geslacht: Mycoflexivirus
    - Soort: Botrytis virus F
- Familie: Tymoviridae
  - Geslacht: Maculavirus
    - Soort: Grapevine fleck virus

  - Geslacht: Marafivirus
    - Soort: Bermuda grass etched-line virus
    - Soort: Blackberry virus S
    - Soort: Citrus sudden death-associated virus
    - Soort: Grapevine Syrah virus 1
    - Soort: Maize rayado fino virus
    - Soort: Oat blue dwarf virus
    - Soort: Olive latent virus 3

  - Geslacht: Tymovirus
    - Soort: Anagyris vein yellowing virus
    - Soort: Andean potato latent virus
    - Soort: Belladonna mottle virus
    - Soort: Cacao yellow mosaic virus
    - Soort: Calopogonium yellow vein virus
    - Soort: Chayote mosaic virus
    - Soort: Chiltepin yellow mosaic virus
    - Soort: Clitoria yellow vein virus
    - Soort: Desmodium yellow mottle virus
    - Soort: Dulcamara mottle virus
    - Soort: Eggplant mosaic virus
    - Soort: Erysimum latent virus
    - Soort: Kennedya yellow mosaic virus
    - Soort: Melon rugose mosaic virus
    - Soort: Nemesia ring necrosis virus
    - Soort: Okra mosaic virus
    - Soort: Ononis yellow mosaic virus
    - Soort: Passion fruit yellow mosaic virus
    - Soort: Peanut yellow mosaic virus
    - Soort: Petunia vein banding virus
    - Soort: Physalis mottle virus
    - Soort: Plantago mottle virus
    - Soort: Scrophularia mottle virus
    - Soort: Turnip yellow mosaic virus
    - Soort: Voandzeia necrotic mosaic virus
    - Soort: Wild cucumber mosaic virus

  - Geslacht: Niet geplaatst
    - Soort: Bombyx mori latent virus
    - Soort: Poinsettia mosaic virus

### Niet in orde geplaatst
- Familie: Adenoviridae (Adenovirussen)
  - Geslacht: Atadenovirus
    - Soort: Bovine adenovirus D
    - Soort: Duck adenovirus A
    - Soort: Ovine adenovirus D
    - Soort: Possum adenovirus A
    - Soort: Snake adenovirus A

  - Geslacht: Aviadenovirus
    - Soort: Falcon adenovirus A
    - Soort: Fowl adenovirus A
    - Soort: Fowl adenovirus B
    - Soort: Fowl adenovirus C
    - Soort: Fowl adenovirus D
    - Soort: Fowl adenovirus E
    - Soort: Goose adenovirus A
    - Soort: Turkey adenovirus B

  - Geslacht: Ichtadenovirus
    - Soort: Sturgeon adenovirus A

  - Geslacht: Mastadenovirus
    - Soort: Bat adenovirus A
    - Soort: Bat adenovirus B
    - Soort: Bovine adenovirus A
    - Soort: Bovine adenovirus B
    - Soort: Bovine adenovirus C
    - Soort: Canine adenovirus A
    - Soort: Equine adenovirus A
    - Soort: Equine adenovirus B
    - Soort: Human adenovirus A
    - Soort: Human adenovirus B
    - Soort: Human adenovirus C
    - Soort: Human adenovirus D
    - Soort: Human adenovirus E
    - Soort: Human adenovirus F
    - Soort: Human adenovirus G
    - Soort: Murine adenovirus A
    - Soort: Murine adenovirus B
    - Soort: Murine adenovirus C
    - Soort: Ovine adenovirus A
    - Soort: Ovine adenovirus B
    - Soort: Porcine adenovirus A
    - Soort: Porcine adenovirus B
    - Soort: Porcine adenovirus C
    - Soort: Simian adenovirus A
    - Soort: Tree shrew adenovirus A

  - Geslacht: Siadenovirus
    - Soort: Frog adenovirus A
    - Soort: Great tit adenovirus A
    - Soort: Raptor adenovirus A
    - Soort: Turkey adenovirus A
- Familie: Alphatetraviridae
  - Geslacht: Betatetravirus
    - Soort: Antheraea eucalypti virus
    - Soort: Darna trima virus
    - Soort: Dasychira pudibunda virus
    - Soort: Nudaurelia capensis beta virus
    - Soort: Philosamia cynthia x ricini virus
    - Soort: Pseudoplusia includens virus
    - Soort: Trichoplusia ni virus

  - Geslacht: Omegatetravirus
    - Soort: Dendrolimus punctatus virus
    - Soort: Helicoverpa armigera stunt virus
    - Soort: Nudaurelia capensis omega virus
- Familie: Alvernaviridae
  - Geslacht: Dinornavirus
    - Soort: Heterocapsa circularisquama RNA virus 01
- Familie: Ampullaviridae
  - Geslacht: Ampullavirus
    - Soort: Acidianus bottle-shaped virus
- Familie: Anelloviridae
  - Geslacht: Alphatorquevirus
    - Soort: Torque teno virus 1
    - Soort: Torque teno virus 10
    - Soort: Torque teno virus 11
    - Soort: Torque teno virus 12
    - Soort: Torque teno virus 13
    - Soort: Torque teno virus 14
    - Soort: Torque teno virus 15
    - Soort: Torque teno virus 16
    - Soort: Torque teno virus 17
    - Soort: Torque teno virus 18
    - Soort: Torque teno virus 19
    - Soort: Torque teno virus 2
    - Soort: Torque teno virus 20
    - Soort: Torque teno virus 21
    - Soort: Torque teno virus 22
    - Soort: Torque teno virus 23
    - Soort: Torque teno virus 24
    - Soort: Torque teno virus 25
    - Soort: Torque teno virus 26
    - Soort: Torque teno virus 27
    - Soort: Torque teno virus 28
    - Soort: Torque teno virus 29
    - Soort: Torque teno virus 3
    - Soort: Torque teno virus 4
    - Soort: Torque teno virus 5
    - Soort: Torque teno virus 6
    - Soort: Torque teno virus 7
    - Soort: Torque teno virus 8
    - Soort: Torque teno virus 9

  - Geslacht: Betatorquevirus
    - Soort: Torque teno mini virus 1
    - Soort: Torque teno mini virus 10
    - Soort: Torque teno mini virus 11
    - Soort: Torque teno mini virus 12
    - Soort: Torque teno mini virus 2
    - Soort: Torque teno mini virus 3
    - Soort: Torque teno mini virus 4
    - Soort: Torque teno mini virus 5
    - Soort: Torque teno mini virus 6
    - Soort: Torque teno mini virus 7
    - Soort: Torque teno mini virus 8
    - Soort: Torque teno mini virus 9

  - Geslacht: Deltatorquevirus
    - Soort: Torque teno tupaia virus

  - Geslacht: Epsilontorquevirus
    - Soort: Torque teno tamarin virus

  - Geslacht: Etatorquevirus
    - Soort: Torque teno felis virus 2
    - Soort: Torque teno felis virus

  - Geslacht: Gammatorquevirus
    - Soort: Torque teno midi virus 1
    - Soort: Torque teno midi virus 10
    - Soort: Torque teno midi virus 11
    - Soort: Torque teno midi virus 12
    - Soort: Torque teno midi virus 13
    - Soort: Torque teno midi virus 14
    - Soort: Torque teno midi virus 15
    - Soort: Torque teno midi virus 2
    - Soort: Torque teno midi virus 3
    - Soort: Torque teno midi virus 4
    - Soort: Torque teno midi virus 5
    - Soort: Torque teno midi virus 6
    - Soort: Torque teno midi virus 7
    - Soort: Torque teno midi virus 8
    - Soort: Torque teno midi virus 9

  - Geslacht: Iotatorquevirus
    - Soort: Torque teno sus virus 1a
    - Soort: Torque teno sus virus 1b

  - Geslacht: Kappatorquevirus
    - Soort: Torque teno sus virus k2

  - Geslacht: Lambdatorquevirus
    - Soort: Torque teno zalophus virus 1

  - Geslacht: Thetatorquevirus
    - Soort: Torque teno canis virus

  - Geslacht: Zetatorquevirus
    - Soort: Torque teno douroucouli virus
- Familie: Arenaviridae (Arenavirussen)
  - Geslacht: Arenavirus
    - Soort: Allpahuayo virus
    - Soort: Amapari virus
    - Soort: Bear Canyon virus
    - Soort: Chapare virus (Chaparevirus)
    - Soort: Cupixi virus
    - Soort: Flexal virus
    - Soort: Guanarito virus
    - Soort: Ippy virus
    - Soort: Junín virus
    - Soort: Lassa virus
    - Soort: Latino virus
    - Soort: Lujo virus
    - Soort: Lymphocytic choriomeningitis virus
    - Soort: Machupo virus
    - Soort: Mobala virus
    - Soort: Mopeia virus
    - Soort: Oliveros virus
    - Soort: Paraná virus
    - Soort: Pichinde virus
    - Soort: Pirital virus
    - Soort: Sabiá virus
    - Soort: Tacaribe virus
    - Soort: Tamiami virus
    - Soort: Whitewater Arroyo virus
- Familie: Ascoviridae
  - Geslacht: Ascovirus
    - Soort: Diadromus pulchellus ascovirus 4a
    - Soort: Heliothis virescens ascovirus 3a
    - Soort: Spodoptera frugiperda ascovirus 1a
    - Soort: Trichoplusia ni ascovirus 2a
- Familie: Asfarviridae
  - Geslacht: Asfivirus
    - Soort: African swine fever virus (zie: Varkenspest)
- Familie: Astroviridae
  - Geslacht: Avastrovirus
    - Soort: Avastrovirus 1
    - Soort: Avastrovirus 2
    - Soort: Avastrovirus 3

  - Geslacht: Mamastrovirus
    - Soort: Mamastrovirus 1
    - Soort: Mamastrovirus 10
    - Soort: Mamastrovirus 11
    - Soort: Mamastrovirus 12
    - Soort: Mamastrovirus 13
    - Soort: Mamastrovirus 14
    - Soort: Mamastrovirus 15
    - Soort: Mamastrovirus 16
    - Soort: Mamastrovirus 17
    - Soort: Mamastrovirus 18
    - Soort: Mamastrovirus 19
    - Soort: Mamastrovirus 2
    - Soort: Mamastrovirus 3
    - Soort: Mamastrovirus 4
    - Soort: Mamastrovirus 5
    - Soort: Mamastrovirus 6
    - Soort: Mamastrovirus 7
    - Soort: Mamastrovirus 8
    - Soort: Mamastrovirus 9
- Familie: Avsunviroidae
  - Geslacht: Avsunviroid
    - Soort: Avocado sunblotch viroid

  - Geslacht: Elaviroid
    - Soort: Eggplant latent viroid

  - Geslacht: Pelamoviroid
    - Soort: Chrysanthemum chlorotic mottle viroid
    - Soort: Peach latent mosaic viroid
- Familie: Baculoviridae
  - Geslacht: Alphabaculovirus
    - Soort: Adoxophyes honmai nucleopolyhedrovirus
    - Soort: Agrotis ipsilon multiple nucleopolyhedrovirus
    - Soort: Anticarsia gemmatalis multiple nucleopolyhedrovirus
    - Soort: Autographa californica multiple nucleopolyhedrovirus
    - Soort: Bombyx mori nucleopolyhedrovirus
    - Soort: Buzura suppressaria nucleopolyhedrovirus
    - Soort: Choristoneura fumiferana DEF multiple nucleopolyhedrovirus
    - Soort: Choristoneura fumiferana multiple nucleopolyhedrovirus
    - Soort: Choristoneura rosaceana nucleopolyhedrovirus
    - Soort: Ectropis obliqua nucleopolyhedrovirus
    - Soort: Epiphyas postvittana nucleopolyhedrovirus
    - Soort: Helicoverpa armigera nucleopolyhedrovirus
    - Soort: Helicoverpa zea single nucleopolyhedrovirus
    - Soort: Lymantria dispar multiple nucleopolyhedrovirus
    - Soort: Mamestra brassicae multiple nucleopolyhedrovirus
    - Soort: Mamestra configurata nucleopolyhedrovirus A
    - Soort: Mamestra configurata nucleopolyhedrovirus B
    - Soort: Orgyia pseudotsugata multiple nucleopolyhedrovirus
    - Soort: Spodoptera exigua multiple nucleopolyhedrovirus
    - Soort: Spodoptera frugiperda multiple nucleopolyhedrovirus
    - Soort: Spodoptera littoralis nucleopolyhedrovirus
    - Soort: Spodoptera litura nucleopolyhedrovirus
    - Soort: Thysanoplusia orichalcea nucleopolyhedrovirus
    - Soort: Trichoplusia ni single nucleopolyhedrovirus
    - Soort: Wiseana signata nucleopolyhedrovirus

  - Geslacht: Betabaculovirus
    - Soort: Adoxophyes orana granulovirus
    - Soort: Artogeia rapae granulovirus
    - Soort: Choristoneura fumiferana granulovirus
    - Soort: Cryptophlebia leucotreta granulovirus
    - Soort: Cydia pomonella granulovirus
    - Soort: Harrisina brillians granulovirus
    - Soort: Helicoverpa armigera granulovirus
    - Soort: Lacanobia oleracea granulovirus
    - Soort: Phthorimaea operculella granulovirus
    - Soort: Plodia interpunctella granulovirus
    - Soort: Plutella xylostella granulovirus
    - Soort: Pseudalatia unipuncta granulovirus
    - Soort: Trichoplusia ni granulovirus
    - Soort: Xestia c-nigrum granulovirus

  - Geslacht: Deltabaculovirus
    - Soort: Culex nigripalpus nucleopolyhedrovirus

  - Geslacht: Gammabaculovirus
    - Soort: Neodiprion lecontei nucleopolyhedrovirus
    - Soort: Neodiprion sertifer nucleopolyhedrovirus
- Familie: Barnaviridae
  - Geslacht: Barnavirus
    - Soort: Mushroom bacilliform virus
- Familie: Bicaudaviridae
  - Geslacht: Bicaudavirus
    - Soort: Acidianus two-tailed virus
- Familie: Bidnaviridae
  - Geslacht: Bidensovirus
    - Soort: Bombyx mori bidensovirus
- Familie: Birnaviridae
  - Geslacht: Aquabirnavirus
    - Soort: Infectious pancreatic necrosis virus
    - Soort: Tellina virus
    - Soort: Yellowtail ascites virus

  - Geslacht: Avibirnavirus
    - Soort: Infectious bursal disease virus (zie: Gumboro)

  - Geslacht: Blosnavirus
    - Soort: Blotched snakehead virus

  - Geslacht: Entomobirnavirus
    - Soort: Drosophila X virus
- Familie: Bromoviridae
  - Geslacht: Alfamovirus
    - Soort: Alfalfa mosaic virus

  - Geslacht: Anulavirus
    - Soort: Pelargonium zonate spot virus

  - Geslacht: Bromovirus
    - Soort: Broad bean mottle virus
    - Soort: Brome mosaic virus
    - Soort: Cassia yellow blotch virus
    - Soort: Cowpea chlorotic mottle virus
    - Soort: Melandrium yellow fleck virus
    - Soort: Spring beauty latent virus

  - Geslacht: Cucumovirus
    - Soort: Cucumber mosaic virus
    - Soort: Gayfeather mild mottle virus
    - Soort: Peanut stunt virus
    - Soort: Tomato aspermy virus

  - Geslacht: Ilarvirus
    - Soort: American plum line pattern virus
    - Soort: Apple mosaic virus
    - Soort: Asparagus virus 2
    - Soort: Blackberry chlorotic ringspot virus
    - Soort: Blueberry shock virus
    - Soort: Citrus leaf rugose virus
    - Soort: Citrus variegation virus
    - Soort: Elm mottle virus
    - Soort: Fragaria chiloensis latent virus
    - Soort: Humulus japonicus latent virus
    - Soort: Lilac leaf chlorosis virus
    - Soort: Lilac ring mottle virus
    - Soort: Parietaria mottle virus
    - Soort: Prune dwarf virus
    - Soort: Prunus necrotic ringspot virus
    - Soort: Spinach latent virus
    - Soort: Strawberry necrotic shock virus
    - Soort: Tobacco streak virus
    - Soort: Tulare apple mosaic virus

  - Geslacht: Oleavirus
    - Soort: Olive latent virus 2
- Familie: Bunyaviridae
  - Geslacht: Hantavirus (Hantavirus)
    - Soort: Andes virus
    - Soort: Bayou virus
    - Soort: Black Creek Canal virus
    - Soort: Cano Delgadito virus
    - Soort: Dobrava-Belgrade virus
    - Soort: El Moro Canyon virus
    - Soort: Hantaan virus
    - Soort: Isla Vista virus
    - Soort: Khabarovsk virus
    - Soort: Laguna Negra virus
    - Soort: Muleshoe virus
    - Soort: New York virus
    - Soort: Prospect Hill virus
    - Soort: Puumala virus
    - Soort: Rio Mamore virus
    - Soort: Rio Segundo virus
    - Soort: Saaremaa virus
    - Soort: Seoul virus
    - Soort: Sin Nombre virus
    - Soort: Thailand virus
    - Soort: Thottapalayam virus
    - Soort: Topografov virus
    - Soort: Tula virus

  - Geslacht: Nairovirus
    - Soort: Crimean-Congo hemorrhagic fever virus
    - Soort: Dera Ghazi Khan virus
    - Soort: Dugbe virus
    - Soort: Hughes virus
    - Soort: Qalyub virus
    - Soort: Sakhalin virus
    - Soort: Thiafora virus

  - Geslacht: Orthobunyavirus
    - Soort: Acara virus
    - Soort: Akabane virus (Akabanevirus)
    - Soort: Alajuela virus
    - Soort: Anopheles A virus
    - Soort: Anopheles B virus
    - Soort: Bakau virus
    - Soort: Batama virus
    - Soort: Benevides virus
    - Soort: Bertioga virus
    - Soort: Bimiti virus
    - Soort: Botambi virus
    - Soort: Bunyamwera virus
    - Soort: Bushbush virus
    - Soort: Bwamba virus
    - Soort: California encephalitis virus
    - Soort: Capim virus
    - Soort: Caraparu virus
    - Soort: Catu virus
    - Soort: Estero Real virus
    - Soort: Gamboa virus
    - Soort: Guajara virus
    - Soort: Guama virus
    - Soort: Guaroa virus
    - Soort: Kaeng Khoi virus
    - Soort: Kairi virus
    - Soort: Koongol virus
    - Soort: Madrid virus
    - Soort: Main Drain virus
    - Soort: Manzanilla virus
    - Soort: Marituba virus
    - Soort: Minatitlan virus
    - Soort: M'Poko virus
    - Soort: Nyando virus
    - Soort: Olifantsvlei virus
    - Soort: Oriboca virus
    - Soort: Oropouche virus
    - Soort: Patois virus
    - Soort: Sathuperi virus
    - Soort: Shamonda virus
    - Soort: Shuni virus
    - Soort: Simbu virus
    - Soort: Tacaiuma virus
    - Soort: Tete virus
    - Soort: Thimiri virus
    - Soort: Timboteua virus
    - Soort: Turlock virus
    - Soort: Wyeomyia virus
    - Soort: Zegla virus

  - Geslacht: Phlebovirus
    - Soort: Bujaru virus
    - Soort: Candiru virus
    - Soort: Chilibre virus
    - Soort: Frijoles virus
    - Soort: Punta Toro virus
    - Soort: Rift Valley fever virus (Riftdalkoortsvirus)
    - Soort: Salehabad virus
    - Soort: Sandfly fever Naples virus
    - Soort: Uukuniemi virus

  - Geslacht: Tospovirus
    - Soort: Groundnut bud necrosis virus
    - Soort: Groundnut ringspot virus
    - Soort: Groundnut yellow spot virus
    - Soort: Impatiens necrotic spot virus
    - Soort: Tomato chlorotic spot virus
    - Soort: Tomato spotted wilt virus
    - Soort: Watermelon silver mottle virus
    - Soort: Zucchini lethal chlorosis virus
- Familie: Caliciviridae
  - Geslacht: Lagovirus
    - Soort: European brown hare syndrome virus
    - Soort: Rabbit hemorrhagic disease virus

  - Geslacht: Nebovirus
    - Soort: Newbury-1 virus

  - Geslacht: Norovirus
    - Soort: Norwalk virus

  - Geslacht: Sapovirus
    - Soort: Sapporo virus

  - Geslacht: Vesivirus
    - Soort: Calicivirus
    - Soort: Vesicular exanthema of swine virus
- Familie: Carmotetraviridae
  - Geslacht: Alphacarmotetravirus
    - Soort: Providence virus
- Familie: Caulimoviridae
  - Geslacht: Badnavirus
    - Soort: Aglaonema bacilliform virus
    - Soort: Banana streak GF virus
    - Soort: Banana streak MY virus
    - Soort: Banana streak OL virus
    - Soort: Banana streak VN virus
    - Soort: Bougainvillea chlorotic vein banding virus
    - Soort: Cacao swollen shoot virus
    - Soort: Canna yellow mottle virus
    - Soort: Citrus yellow mosaic virus
    - Soort: Commelina yellow mottle virus
    - Soort: Dioscorea bacilliform AL virus
    - Soort: Dioscorea bacilliform SN virus
    - Soort: Gooseberry vein banding associated virus
    - Soort: Grapevine vein clearing virus
    - Soort: Kalanchoë top-spotting virus
    - Soort: Pineapple bacilliform CO virus
    - Soort: Pineapple bacilliform ER virus
    - Soort: Piper yellow mottle virus
    - Soort: Rubus yellow net virus
    - Soort: Schefflera ringspot virus
    - Soort: Spiraea yellow leaf spot virus
    - Soort: Sugarcane bacilliform IM virus
    - Soort: Sugarcane bacilliform MO virus
    - Soort: Sweet potato pakakuy virus
    - Soort: Taro bacilliform virus

  - Geslacht: Caulimovirus
    - Soort: Carnation etched ring virus
    - Soort: Cauliflower mosaic virus
    - Soort: Dahlia mosaic virus
    - Soort: Figwort mosaic virus
    - Soort: Horseradish latent virus
    - Soort: Lamium leaf distortion virus
    - Soort: Mirabilis mosaic virus
    - Soort: Strawberry vein banding virus
    - Soort: Thistle mottle virus

  - Geslacht: Cavemovirus
    - Soort: Cassava vein mosaic virus
    - Soort: Sweet potato collusive virus

  - Geslacht: Petuvirus
    - Soort: Petunia vein clearing virus

  - Geslacht: Solendovirus
    - Soort: Sweet potato vein clearing virus
    - Soort: Tobacco vein clearing virus

  - Geslacht: Soymovirus
    - Soort: Blueberry red ringspot virus
    - Soort: Cestrum yellow leaf curling virus
    - Soort: Peanut chlorotic streak virus
    - Soort: Soybean chlorotic mottle virus

  - Geslacht: Tungrovirus
    - Soort: Rice tungro bacilliform virus
- Familie: Chrysoviridae
  - Geslacht: Chrysovirus
    - Soort: Helminthosporium victoriae 145S virus
    - Soort: Penicillium brevicompactum virus
    - Soort: Penicillium chrysogenum virus
    - Soort: Penicillium cyaneo-fulvum virus
- Familie: Circoviridae
  - Geslacht: Circovirus
    - Soort: Beak and feather disease virus
    - Soort: Canary circovirus
    - Soort: Duck circovirus
    - Soort: Finch circovirus
    - Soort: Goose circovirus
    - Soort: Gull circovirus
    - Soort: Pigeon circovirus
    - Soort: Porcine circovirus-1
    - Soort: Porcine circovirus-2
    - Soort: Starling circovirus
    - Soort: Swan circovirus

  - Geslacht: Gyrovirus
    - Soort: Chicken anemia virus
- Familie: Clavaviridae
  - Geslacht: Clavavirus
    - Soort: Aeropyrum pernix bacilliform virus 1
- Familie: Closteroviridae
  - Geslacht: Ampelovirus
    - Soort: Grapevine leafroll-associated virus 1
    - Soort: Grapevine leafroll-associated virus 3
    - Soort: Grapevine leafroll-associated virus 5
    - Soort: Little cherry virus 2
    - Soort: Pineapple mealybug wilt-associated virus 1
    - Soort: Pineapple mealybug wilt-associated virus 2
    - Soort: Pineapple mealybug wilt-associated virus 3
    - Soort: Plum bark necrosis stem pitting-associated virus

  - Geslacht: Closterovirus
    - Soort: Beet yellow stunt virus
    - Soort: Beet yellows virus
    - Soort: Burdock yellows virus
    - Soort: Carnation necrotic fleck virus
    - Soort: Carrot yellow leaf virus
    - Soort: Citrus tristeza virus
    - Soort: Grapevine leafroll-associated virus 2
    - Soort: Mint virus 1
    - Soort: Raspberry leaf mottle virus
    - Soort: Strawberry chlorotic fleck-associated virus
    - Soort: Wheat yellow leaf virus

  - Geslacht: Crinivirus
    - Soort: Abutilon yellows virus
    - Soort: Bean yellow disorder virus
    - Soort: Beet pseudoyellows virus
    - Soort: Blackberry yellow vein-associated virus
    - Soort: Cucurbit yellow stunting disorder virus
    - Soort: Lettuce chlorosis virus
    - Soort: Lettuce infectious yellows virus
    - Soort: Potato yellow vein virus
    - Soort: Strawberry pallidosis-associated virus
    - Soort: Sweet potato chlorotic stunt virus
    - Soort: Tomato chlorosis virus
    - Soort: Tomato infectious chlorosis virus

  - Geslacht: Niet geplaatst
    - Soort: Alligatorweed stunting virus
    - Soort: Grapevine leafroll-associated virus 7
    - Soort: Little cherry virus 1
    - Soort: Megakepasma mosaic virus
    - Soort: Mint vein banding-associated virus
    - Soort: Olive leaf yellowing-associated virus
- Familie: Corticoviridae
  - Geslacht: Corticovirus
    - Soort: Pseudoalteromonas phage PM2
- Familie: Cystoviridae
  - Geslacht: Cystovirus
    - Soort: Pseudomonas phage phi6
- Familie: Endornaviridae
  - Geslacht: Endornavirus
    - Soort: Helicobasidium mompa endornavirus 1
    - Soort: Oryza rufipogon endornavirus
    - Soort: Oryza sativa endornavirus
    - Soort: Phaseolus vulgaris endornavirus
    - Soort: Phytophthora endornavirus 1
    - Soort: Vicia faba endornavirus
- Familie: Flaviviridae (Flavivirus)
  - Geslacht: Flavivirus
    - Soort: Apoi virus
    - Soort: Aroa virus
    - Soort: Bagaza virus
    - Soort: Banzi virus
    - Soort: Bouboui virus
    - Soort: Bukalasa bat virus
    - Soort: Cacipacore virus
    - Soort: Carey Island virus
    - Soort: Cowbone Ridge virus
    - Soort: Dakar bat virus
    - Soort: Dengue virus (zie ook: Dengue)
    - Soort: Edge Hill virus
    - Soort: Entebbe bat virus
    - Soort: Gadgets Gully virus
    - Soort: Ilheus virus
    - Soort: Israel turkey meningoencephalomyelitis virus
    - Soort: Japanese encephalitis virus (zie: Japanse encefalitis)
    - Soort: Jugra virus
    - Soort: Jutiapa virus
    - Soort: Kadam virus
    - Soort: Kedougou virus
    - Soort: Kokobera virus
    - Soort: Koutango virus
    - Soort: Kyasanur Forest disease virus
    - Soort: Langat virus
    - Soort: Louping ill virus
    - Soort: Meaban virus
    - Soort: Modoc virus
    - Soort: Montana myotis leukoencephalitis virus
    - Soort: Murray Valley encephalitis virus
    - Soort: Ntaya virus
    - Soort: Omsk hemorrhagic fever virus
    - Soort: Phnom Penh bat virus
    - Soort: Powassan virus
    - Soort: Rio Bravo virus
    - Soort: Royal Farm virus
    - Soort: Saboya virus
    - Soort: Sal Vieja virus
    - Soort: San Perlita virus
    - Soort: Saumarez Reef virus
    - Soort: Sepik virus
    - Soort: St. Louis encephalitis virus
    - Soort: Tembusu virus
    - Soort: Tick-borne encephalitis virus
    - Soort: Tyuleniy virus
    - Soort: Uganda S virus
    - Soort: Usutu virus
    - Soort: Wesselsbron virus
    - Soort: West Nile virus (westnijlvirus)
    - Soort: Yaounde virus
    - Soort: Yellow fever virus (gele-koortsvirus)
    - Soort: Yokose virus
    - Soort: Zika-virus

  - Geslacht: Hepacivirus
    - Soort: Hepatitis C virus (zie: Hepatitis C)

  - Geslacht: Pestivirus
    - Soort: Border disease virus
    - Soort: Bovine viral diarrhea virus 1 (zie: Boviene virale diarree)
    - Soort: Bovine viral diarrhea virus 2 (zie: Boviene virale diarree)
    - Soort: Classical swine fever virus (zie: Varkenspest)
- Familie: Fuselloviridae
  - Geslacht: Fusellovirus
    - Soort: Sulfolobus spindle-shaped virus 1
- Familie: Geminiviridae
  - Geslacht: Begomovirus
    - Soort: Abutilon mosaic virus
    - Soort: African cassava mosaic virus
    - Soort: Ageratum enation virus
    - Soort: Ageratum leaf curl virus
    - Soort: Ageratum yellow vein Hualian virus
    - Soort: Ageratum yellow vein Sri Lanka virus
    - Soort: Ageratum yellow vein virus
    - Soort: Alternanthera yellow vein virus
    - Soort: Bean calico mosaic virus
    - Soort: Bean dwarf mosaic virus
    - Soort: Bean golden mosaic virus
    - Soort: Bean golden yellow mosaic virus
    - Soort: Bhendi yellow vein mosaic virus
    - Soort: Bitter gourd yellow vein virus
    - Soort: Boerhavia yellow spot virus
    - Soort: Cabbage leaf curl Jamaica virus
    - Soort: Cabbage leaf curl virus
    - Soort: Chayote yellow mosaic virus
    - Soort: Chilli leaf curl virus
    - Soort: Chino del tomate virus
    - Soort: Clerodendron golden mosaic virus
    - Soort: Corchorus golden mosaic virus
    - Soort: Corchorus yellow spot virus
    - Soort: Corchorus yellow vein virus
    - Soort: Cotton leaf crumple virus
    - Soort: Cotton leaf curl Alabad virus
    - Soort: Cotton leaf curl Bangalore virus
    - Soort: Cotton leaf curl Gezira virus
    - Soort: Cotton leaf curl Kokhran virus
    - Soort: Cotton leaf curl Multan virus
    - Soort: Cowpea golden mosaic virus
    - Soort: Croton yellow vein mosaic virus
    - Soort: Cucurbit leaf crumple virus
    - Soort: Desmodium leaf distortion virus
    - Soort: Dicliptera yellow mottle Cuba virus
    - Soort: Dicliptera yellow mottle virus
    - Soort: Dolichos yellow mosaic virus
    - Soort: East African cassava mosaic Cameroon virus
    - Soort: East African cassava mosaic Kenya virus
    - Soort: East African cassava mosaic Malawi virus
    - Soort: East African cassava mosaic virus
    - Soort: East African cassava mosaic Zanzibar virus
    - Soort: Erectites yellow mosaic virus
    - Soort: Eupatorium yellow vein mosaic virus
    - Soort: Eupatorium yellow vein virus
    - Soort: Euphorbia leaf curl Guangxi virus
    - Soort: Euphorbia leaf curl virus
    - Soort: Euphorbia mosaic virus
    - Soort: Hollyhock leaf crumple virus
    - Soort: Honeysuckle yellow vein Kagoshima virus
    - Soort: Honeysuckle yellow vein mosaic virus
    - Soort: Honeysuckle yellow vein virus
    - Soort: Horsegram yellow mosaic virus
    - Soort: Indian cassava mosaic virus
    - Soort: Ipomoea yellow vein virus
    - Soort: Kudzu mosaic virus
    - Soort: Lindernia anagallis yellow vein virus
    - Soort: Ludwigia yellow vein Vietnam virus
    - Soort: Ludwigia yellow vein virus
    - Soort: Luffa yellow mosaic virus
    - Soort: Macroptilium mosaic Puerto Rico virus
    - Soort: Macroptilium yellow mosaic Florida virus
    - Soort: Macroptilium yellow mosaic virus
    - Soort: Malvastrum leaf curl Guangdong virus
    - Soort: Malvastrum leaf curl virus
    - Soort: Malvastrum yellow leaf curl virus
    - Soort: Malvastrum yellow mosaic virus
    - Soort: Malvastrum yellow vein virus
    - Soort: Malvastrum yellow vein Yunnan virus
    - Soort: Melon chlorotic leaf curl virus
    - Soort: Merremia mosaic virus
    - Soort: Mesta yellow vein mosaic virus
    - Soort: Mimosa yellow leaf curl virus
    - Soort: Mungbean yellow mosaic India virus
    - Soort: Mungbean yellow mosaic virus
    - Soort: Okra yellow crinkle virus
    - Soort: Okra yellow mosaic Mexico virus
    - Soort: Okra yellow mottle Iguala virus
    - Soort: Okra yellow vein mosaic virus
    - Soort: Papaya leaf curl China virus
    - Soort: Papaya leaf curl Guandong virus
    - Soort: Papaya leaf curl virus
    - Soort: Pedilenthus leaf curl virus
    - Soort: Pepper golden mosaic virus
    - Soort: Pepper huasteco yellow vein virus
    - Soort: Pepper leaf curl Bangladesh virus
    - Soort: Pepper leaf curl Lahore virus
    - Soort: Pepper leaf curl virus
    - Soort: Pepper yellow leaf curl Indonesia virus
    - Soort: Pepper yellow vein Mali virus
    - Soort: Potato yellow mosaic Panama virus
    - Soort: Potato yellow mosaic virus
    - Soort: Pumpkin yellow mosaic virus
    - Soort: Radish leaf curl virus
    - Soort: Rhynchosia golden mosaic Sinaloa virus
    - Soort: Rhynchosia golden mosaic virus
    - Soort: Senecio yellow mosaic virus
    - Soort: Sida golden mosaic Costa Rica virus
    - Soort: Sida golden mosaic Florida virus
    - Soort: Sida golden mosaic Honduras virus
    - Soort: Sida golden mosaic virus
    - Soort: Sida golden yellow vein virus
    - Soort: Sida leaf curl virus
    - Soort: Sida micrantha mosaic virus
    - Soort: Sida mottle virus
    - Soort: Sida yellow mosaic China virus
    - Soort: Sida yellow mosaic virus
    - Soort: Sida yellow mosaic Yucatan virus
    - Soort: Sida yellow vein Madurai virus
    - Soort: Sida yellow vein Vietnam virus
    - Soort: Sida yellow vein virus
    - Soort: Siegesbeckia yellow vein Guangxi virus
    - Soort: Siegesbeckia yellow vein virus
    - Soort: South African cassava mosaic virus
    - Soort: Soybean blistering mosaic virus
    - Soort: Soybean crinkle leaf virus
    - Soort: Spilanthes yellow vein virus
    - Soort: Squash leaf curl China virus
    - Soort: Squash leaf curl Philippines virus
    - Soort: Squash leaf curl virus
    - Soort: Squash leaf curl Yunnan virus
    - Soort: Squash mild leaf curl virus
    - Soort: Sri Lankan cassava mosaic virus
    - Soort: Stachytarpheta leaf curl virus
    - Soort: Sweet potato leaf curl Canary virus
    - Soort: Sweet potato leaf curl China virus
    - Soort: Sweet potato leaf curl Georgia virus
    - Soort: Sweet potato leaf curl Lanzarote virus
    - Soort: Sweet potato leaf curl Spain virus
    - Soort: Sweet potato leaf curl virus
    - Soort: Tobacco curly shoot virus
    - Soort: Tobacco leaf curl Cuba virus
    - Soort: Tobacco leaf curl Japan virus
    - Soort: Tobacco leaf curl Yunnan virus
    - Soort: Tobacco leaf curl Zimbabwe virus
    - Soort: Tomato chino La Paz virus
    - Soort: Tomato chlorotic mottle virus
    - Soort: Tomato curly stunt virus
    - Soort: Tomato golden mosaic virus
    - Soort: Tomato golden mottle virus
    - Soort: Tomato leaf curl Arusha virus
    - Soort: Tomato leaf curl Bangalore virus
    - Soort: Tomato leaf curl Bangladesh virus
    - Soort: Tomato leaf curl China virus
    - Soort: Tomato leaf curl Comoros virus
    - Soort: Tomato leaf curl Guangdong virus
    - Soort: Tomato leaf curl Guangxi virus
    - Soort: Tomato leaf curl Gujarat virus
    - Soort: Tomato leaf curl Hsinchu virus
    - Soort: Tomato leaf curl Java virus
    - Soort: Tomato leaf curl Joydebpur virus
    - Soort: Tomato leaf curl Karnataka virus
    - Soort: Tomato leaf curl Kerala virus
    - Soort: Tomato leaf curl Laos virus
    - Soort: Tomato leaf curl Madagascar virus
    - Soort: Tomato leaf curl Malaysia virus
    - Soort: Tomato leaf curl Mali virus
    - Soort: Tomato leaf curl Mayotte virus
    - Soort: Tomato leaf curl New Delhi virus
    - Soort: Tomato leaf curl Philippines virus
    - Soort: Tomato leaf curl Pune virus
    - Soort: Tomato leaf curl Seychelles virus
    - Soort: Tomato leaf curl Sinaloa virus
    - Soort: Tomato leaf curl Sri Lanka virus
    - Soort: Tomato leaf curl Sudan virus
    - Soort: Tomato leaf curl Taiwan virus
    - Soort: Tomato leaf curl Uganda virus
    - Soort: Tomato leaf curl Vietnam virus
    - Soort: Tomato leaf curl virus
    - Soort: Tomato mild yellow leaf curl Aragua virus
    - Soort: Tomato mosaic Havana virus
    - Soort: Tomato mottle Taino virus
    - Soort: Tomato mottle virus
    - Soort: Tomato rugose mosaic virus
    - Soort: Tomato severe leaf curl virus
    - Soort: Tomato severe rugose virus
    - Soort: Tomato yellow leaf curl Axarquia virus
    - Soort: Tomato yellow leaf curl China virus
    - Soort: Tomato yellow leaf curl Guangdong virus
    - Soort: Tomato yellow leaf curl Indonesia virus
    - Soort: Tomato yellow leaf curl Kanchanaburi virus
    - Soort: Tomato yellow leaf curl Malaga virus
    - Soort: Tomato yellow leaf curl Mali virus
    - Soort: Tomato yellow leaf curl Sardinia virus
    - Soort: Tomato yellow leaf curl Thailand virus
    - Soort: Tomato yellow leaf curl Vietnam virus
    - Soort: Tomato yellow leaf curl virus
    - Soort: Tomato yellow margin leaf curl virus
    - Soort: Tomato yellow spot virus
    - Soort: Tomato yellow vein streak virus
    - Soort: Vernonia yellow vein virus
    - Soort: Watermelon chlorotic stunt virus

  - Geslacht: Curtovirus
    - Soort: Beet curly top Iran virus
    - Soort: Beet curly top virus
    - Soort: Beet mild curly top virus
    - Soort: Beet severe curly top virus
    - Soort: Horseradish curly top virus
    - Soort: Pepper curly top virus
    - Soort: Spinach curly top virus

  - Geslacht: Mastrevirus
    - Soort: Bean yellow dwarf virus
    - Soort: Chloris striate mosaic virus
    - Soort: Digitaria streak virus
    - Soort: Eragrostis streak virus
    - Soort: Maize streak virus
    - Soort: Miscanthus streak virus
    - Soort: Panicum streak virus
    - Soort: Setaria streak virus
    - Soort: Sugarcane streak Egypt virus
    - Soort: Sugarcane streak Reunion virus
    - Soort: Sugarcane streak virus
    - Soort: Tobacco yellow dwarf virus
    - Soort: Urochloa streak virus
    - Soort: Wheat dwarf virus

  - Geslacht: Topocuvirus
    - Soort: Tomato pseudo-curly top virus
- Familie: Globuloviridae
  - Geslacht: Globulovirus
    - Soort: Pyrobaculum spherical virus
    - Soort: Thermoproteus tenax spherical virus 1
- Familie: Guttaviridae
  - Geslacht: Guttavirus
    - Soort: Sulfolobus newzealandicus droplet-shaped virus
- Familie: Hepadnaviridae
  - Geslacht: Avihepadnavirus
    - Soort: Duck hepatitis B virus
    - Soort: Heron hepatitis B virus

  - Geslacht: Orthohepadnavirus (zie hepatitis B)
    - Soort: Ground squirrel hepatitis virus
    - Soort: Hepatitis B virus (HBsAg)
    - Soort: Woodchuck hepatitis virus
    - Soort: Woolly monkey hepatitis B virus
- Familie: Hepeviridae
  - Geslacht: Hepevirus
    - Soort: Hepatitis E virus (zie hepatitis E)

  - Geslacht: Niet geplaatst
    - Soort: Avian hepatitis E virus
- Familie: Hypoviridae
  - Geslacht: Hypovirus
    - Soort: Cryphonectria hypovirus 1
    - Soort: Cryphonectria hypovirus 2
    - Soort: Cryphonectria hypovirus 3
    - Soort: Cryphonectria hypovirus 4
- Familie: Hytrosaviridae
  - Geslacht: Glossinavirus
    - Soort: Glossina hytrovirus

  - Geslacht: Muscavirus
    - Soort: Musca hytrovirus
- Familie: Inoviridae
  - Geslacht: Inovirus
    - Soort: Enterobacteria phage AE2
    - Soort: Enterobacteria phage C-2
    - Soort: Enterobacteria phage dA
    - Soort: Enterobacteria phage Ec9
    - Soort: Enterobacteria phage f1
    - Soort: Enterobacteria phage fd
    - Soort: Enterobacteria phage HR
    - Soort: Enterobacteria phage I2-2
    - Soort: Enterobacteria phage If1
    - Soort: Enterobacteria phage IKe
    - Soort: Enterobacteria phage M13
    - Soort: Enterobacteria phage PR64FS
    - Soort: Enterobacteria phage SF
    - Soort: Enterobacteria phage tf-1
    - Soort: Enterobacteria phage X
    - Soort: Enterobacteria phage X-2
    - Soort: Enterobacteria phage ZJ/2
    - Soort: Pseudomonas phage Pf1
    - Soort: Pseudomonas phage Pf2
    - Soort: Pseudomonas phage Pf3
    - Soort: Vibrio phage 493
    - Soort: Vibrio phage CTX
    - Soort: Vibrio phage fs1
    - Soort: Vibrio phage fs2
    - Soort: Vibrio phage v6
    - Soort: Vibrio phage Vf12
    - Soort: Vibrio phage Vf33
    - Soort: Vibrio phage VSK
    - Soort: Xanthomonas phage Cf16
    - Soort: Xanthomonas phage Cf1c
    - Soort: Xanthomonas phage Cf1t
    - Soort: Xanthomonas phage Cf1tv
    - Soort: Xanthomonas phage Lf
    - Soort: Xanthomonas phage Xf
    - Soort: Xanthomonas phage Xfo
    - Soort: Xanthomonas phage Xfv

  - Geslacht: Plectrovirus
    - Soort: Acholeplasma phage MV-L51
    - Soort: Spiroplasma phage 1-aa
    - Soort: Spiroplasma phage 1-C74
    - Soort: Spiroplasma phage 1-KC3
    - Soort: Spiroplasma phage 1-R8A2B
    - Soort: Spiroplasma phage 1-S102
    - Soort: Spiroplasma phage 1-T78
- Familie: Iridoviridae
  - Geslacht: Chloriridovirus
    - Soort: Invertebrate iridescent virus 3

  - Geslacht: Iridovirus
    - Soort: Invertebrate iridescent virus 1
    - Soort: Invertebrate iridescent virus 6

  - Geslacht: Lymphocystivirus
    - Soort: Lymphocystis disease virus 1

  - Geslacht: Megalocytivirus
    - Soort: Infectious spleen and kidney necrosis virus

  - Geslacht: Ranavirus
    - Soort: Ambystoma tigrinum virus
    - Soort: Bohle iridovirus
    - Soort: Epizootic haematopoietic necrosis virus
    - Soort: European catfish virus
    - Soort: Frog virus 3
    - Soort: Santee-Cooper ranavirus
- Familie: Leviviridae
  - Geslacht: Allolevivirus
    - Soort: Enterobacteria phage FI
    - Soort: Enterobacteria phage Qbeta

  - Geslacht: Levivirus
    - Soort: Enterobacteria phage BZ13
    - Soort: Enterobacteria phage MS2
- Familie: Lipothrixviridae
  - Geslacht: Alphalipothrixvirus
    - Soort: Thermoproteus tenax virus 1

  - Geslacht: Betalipothrixvirus
    - Soort: Acidianus filamentous virus 3
    - Soort: Acidianus filamentous virus 6
    - Soort: Acidianus filamentous virus 7
    - Soort: Acidianus filamentous virus 8
    - Soort: Acidianus filamentous virus 9
    - Soort: Sulfolobus islandicus filamentous virus

  - Geslacht: Deltalipothrixvirus
    - Soort: Acidianus filamentous virus 2

  - Geslacht: Gammalipothrixvirus
    - Soort: Acidianus filamentous virus 1
- Familie: Luteoviridae
  - Geslacht: Enamovirus
    - Soort: Pea enation mosaic virus-1

  - Geslacht: Luteovirus
    - Soort: Barley yellow dwarf virus-MAV
    - Soort: Barley yellow dwarf virus-PAS
    - Soort: Barley yellow dwarf virus-PAV
    - Soort: Bean leafroll virus
    - Soort: Rose spring dwarf-associated virus
    - Soort: Soybean dwarf virus

  - Geslacht: Polerovirus
    - Soort: Beet chlorosis virus
    - Soort: Beet mild yellowing virus
    - Soort: Beet western yellows virus
    - Soort: Carrot red leaf virus
    - Soort: Cereal yellow dwarf virus-RPS
    - Soort: Cereal yellow dwarf virus-RPV
    - Soort: Chickpea chlorotic stunt virus
    - Soort: Cucurbit aphid-borne yellows virus
    - Soort: Melon aphid-borne yellows virus
    - Soort: Potato leafroll virus
    - Soort: Sugarcane yellow leaf virus
    - Soort: Tobacco vein distorting virus
    - Soort: Turnip yellows virus

  - Geslacht: Niet geplaatst
    - Soort: Barley yellow dwarf virus-GPV
    - Soort: Barley yellow dwarf virus-RMV
    - Soort: Barley yellow dwarf virus-SGV
    - Soort: Chickpea stunt disease associated virus
    - Soort: Groundnut rosette assistor virus
    - Soort: Indonesian soybean dwarf virus
    - Soort: Sweet potato leaf speckling virus
    - Soort: Tobacco necrotic dwarf virus
- Familie: Megabirnaviridae
  - Geslacht: Megabirnavirus
    - Soort: Rosellinia necatrix megabirnavirus 1
- Familie: Metaviridae
  - Geslacht: Errantivirus
    - Soort: Ceratitis capitata Yoyo virus
    - Soort: Drosophila ananassae Tom virus
    - Soort: Drosophila melanogaster 17.6 virus
    - Soort: Drosophila melanogaster 297 virus
    - Soort: Drosophila melanogaster Gypsy virus
    - Soort: Drosophila melanogaster Idefix virus
    - Soort: Drosophila melanogaster Tirant virus
    - Soort: Drosophila melanogaster Zam virus
    - Soort: Drosophila virilis Tv1 virus
    - Soort: Trichoplusia ni TED virus

  - Geslacht: Metavirus
    - Soort: Arabidopsis thaliana Athila virus
    - Soort: Arabidopsis thaliana Tat4 virus
    - Soort: Bombyx mori Mag virus
    - Soort: Caenorhabditis elegans Cer1 virus
    - Soort: Cladosporium fulvum T-1 virus
    - Soort: Dictyostelium discoideum Skipper virus
    - Soort: Drosophila buzzatii Osvaldo virus
    - Soort: Drosophila melanogaster 412 virus
    - Soort: Drosophila melanogaster Blastopia virus
    - Soort: Drosophila melanogaster Mdg1 virus
    - Soort: Drosophila melanogaster Mdg3 virus
    - Soort: Drosophila melanogaster Micropia virus
    - Soort: Drosophila virilis Ulysses virus
    - Soort: Fusarium oxysporum Skippy virus
    - Soort: Lilium henryi Del1 virus
    - Soort: Saccharomyces cerevisiae Ty3 virus
    - Soort: Schizosaccharomyces pombe Tf1 virus
    - Soort: Schizosaccharomyces pombe Tf2 virus
    - Soort: Takifugu rubripes Sushi virus
    - Soort: Tribolium castaneum Woot virus
    - Soort: Tripneustis gratilla SURL virus

  - Geslacht: Semotivirus
    - Soort: Anopheles gambiae Moose virus
    - Soort: Ascaris lumbricoides Tas virus
    - Soort: Bombyx mori Pao virus
    - Soort: Caenorhabditis elegans Cer13 virus
    - Soort: Drosophila melanogaster Bel virus
    - Soort: Drosophila melanogaster Roo virus
    - Soort: Drosophila simulans Ninja virus
    - Soort: Fugu rubripes Suzu virus
- Familie: Microviridae
  - Geslacht: Microvirus
    - Soort: Enterobacteria phage alpha3
    - Soort: Enterobacteria phage G4
    - Soort: Enterobacteria phage phiK
    - Soort: Enterobacteria phage phiX174
    - Soort: Enterobacteria phage St-1
- Familie: Microviridae, Subfamilie: Gokushovirinae
  - Geslacht: Bdellomicrovirus
    - Soort: Bdellovibrio phage MAC 1
    - Soort: Bdellovibrio phage phiMH2K

  - Geslacht: Chlamydiamicrovirus
    - Soort: Chlamydia phage 1
    - Soort: Chlamydia phage 2
    - Soort: Chlamydia pneumoniae phage CPAR39
    - Soort: Guinea pig Chlamydia phage

  - Geslacht: Spiromicrovirus
    - Soort: Spiroplasma phage 4
- Familie: Mimiviridae
  - Geslacht: Mimivirus
    - Soort: Acanthamoeba polyphaga mimivirus (Mimivirus)
- Familie: Nanoviridae
  - Geslacht: Babuvirus
    - Soort: Abaca bunchy top virus
    - Soort: Banana bunchy top virus
    - Soort: Cardamom bushy dwarf virus

  - Geslacht: Nanovirus
    - Soort: Faba bean necrotic stunt virus
    - Soort: Faba bean necrotic yellows virus
    - Soort: Milk vetch dwarf virus
    - Soort: Pea necrotic yellow dwarf virus
    - Soort: Subterranean clover stunt virus

  - Geslacht: Niet geplaatst
    - Soort: Coconut foliar decay virus
- Familie: Narnaviridae
  - Geslacht: Mitovirus
    - Soort: Cryphonectria mitovirus 1
    - Soort: Ophiostoma mitovirus 3a
    - Soort: Ophiostoma mitovirus 4
    - Soort: Ophiostoma mitovirus 5
    - Soort: Ophiostoma mitovirus 6

  - Geslacht: Narnavirus
    - Soort: Saccharomyces 20S RNA narnavirus
    - Soort: Saccharomyces 23S RNA narnavirus
- Familie: Nimaviridae
  - Geslacht: Whispovirus
    - Soort: White spot syndrome virus
- Familie: Nodaviridae
  - Geslacht: Alphanodavirus
    - Soort: Black beetle virus
    - Soort: Boolarra virus
    - Soort: Flock House virus
    - Soort: Nodamura virus
    - Soort: Pariacoto virus

  - Geslacht: Betanodavirus
    - Soort: Barfin flounder nervous necrosis virus
    - Soort: Redspotted grouper nervous necrosis virus
    - Soort: Striped jack nervous necrosis virus
    - Soort: Tiger puffer nervous necrosis virus
- Familie: Ophioviridae
  - Geslacht: Ophiovirus
    - Soort: Citrus psorosis virus
    - Soort: Freesia sneak virus
    - Soort: Lettuce ring necrosis virus
    - Soort: Mirafiori lettuce big-vein virus
    - Soort: Ranunculus white mottle virus
    - Soort: Tulip mild mottle mosaic virus
- Familie: Orthomyxoviridae (Orthomyxovirus)
  - Geslacht: Influenzavirus A (Influenza A)
    - Soort: Influenza A virus (zie: H1N1) - veroorzaker van de volgende pandemieën (chronologisch): de Spaanse griep, de Aziatische griep, de Hongkonggriep en de Mexicaanse griep

  - Geslacht: Influenzavirus B
    - Soort: Influenza B virus

  - Geslacht: Influenzavirus C
    - Soort: Influenza C virus

  - Geslacht: Isavirus
    - Soort: Infectious salmon anemia virus

  - Geslacht: Thogotovirus
    - Soort: Dhori virus
    - Soort: Thogoto virus
- Familie: Papillomaviridae (Humaan papillomavirus)
  - Geslacht: Alphapapillomavirus
    - Soort: Alphapapillomavirus 1
    - Soort: Alphapapillomavirus 2
    - Soort: Alphapapillomavirus 3
    - Soort: Alphapapillomavirus 4
    - Soort: Alphapapillomavirus 5
    - Soort: Alphapapillomavirus 6
    - Soort: Alphapapillomavirus 7
    - Soort: Alphapapillomavirus 8
    - Soort: Alphapapillomavirus 9
    - Soort: Alphapapillomavirus 10
    - Soort: Alphapapillomavirus 11
    - Soort: Alphapapillomavirus 12
    - Soort: Alphapapillomavirus 13
    - Soort: Alphapapillomavirus 14

  - Geslacht: Betapapillomavirus
    - Soort: Betapapillomavirus 1
    - Soort: Betapapillomavirus 2
    - Soort: Betapapillomavirus 3
    - Soort: Betapapillomavirus 4
    - Soort: Betapapillomavirus 5
    - Soort: Betapapillomavirus 6

  - Geslacht: Chipapillomavirus
    - Soort: Chipapillomavirus 1
    - Soort: Chipapillomavirus 2

  - Geslacht: Deltapapillomavirus
    - Soort: Deltapapillomavirus 1
    - Soort: Deltapapillomavirus 2
    - Soort: Deltapapillomavirus 3
    - Soort: Deltapapillomavirus 4
    - Soort: Deltapapillomavirus 5

  - Geslacht: Dyodeltapapillomavirus
    - Soort: Dyodeltapapillomavirus 1

  - Geslacht: Dyoepsilonpapillomavirus
    - Soort: Dyoepsilonpapillomavirus 1

  - Geslacht: Dyoetapapillomavirus
    - Soort: Dyoetapapillomavirus 1

  - Geslacht: Dyoiotapapillomavirus
    - Soort: Dyoiotapapillomavirus 1

  - Geslacht: Dyothetapapillomavirus
    - Soort: Dyothetapapillomavirus 1

  - Geslacht: Dyozetapapillomavirus
    - Soort: Dyozetapapillomavirus 1

  - Geslacht: Epsilonpapillomavirus
    - Soort: Epsilonpapillomavirus 1

  - Geslacht: Etapapillomavirus
    - Soort: Etapapillomavirus 1

  - Geslacht: Gammapapillomavirus
    - Soort: Gammapapillomavirus 1
    - Soort: Gammapapillomavirus 10
    - Soort: Gammapapillomavirus 2
    - Soort: Gammapapillomavirus 3
    - Soort: Gammapapillomavirus 4
    - Soort: Gammapapillomavirus 5
    - Soort: Gammapapillomavirus 6
    - Soort: Gammapapillomavirus 7
    - Soort: Gammapapillomavirus 8
    - Soort: Gammapapillomavirus 9

  - Geslacht: Iotapapillomavirus
    - Soort: Iotapapillomavirus 1

  - Geslacht: Kappapapillomavirus
    - Soort: Kappapapillomavirus 1
    - Soort: Kappapapillomavirus 2

  - Geslacht: Lambdapapillomavirus
    - Soort: Lambdapapillomavirus 1
    - Soort: Lambdapapillomavirus 2
    - Soort: Lambdapapillomavirus 3
    - Soort: Lambdapapillomavirus 4

  - Geslacht: Mupapillomavirus
    - Soort: Mupapillomavirus 1
    - Soort: Mupapillomavirus 2

  - Geslacht: Nupapillomavirus
    - Soort: Nupapillomavirus 1

  - Geslacht: Omegapapillomavirus
    - Soort: Omegapapillomavirus 1

  - Geslacht: Omikronpapillomavirus
    - Soort: Omikronpapillomavirus 1

  - Geslacht: Phipapillomavirus
    - Soort: Phipapillomavirus 1

  - Geslacht: Pipapillomavirus
    - Soort: Pipapillomavirus 1
    - Soort: Pipapillomavirus 2

  - Geslacht: Psipapillomavirus
    - Soort: Psipapillomavirus 1

  - Geslacht: Rhopapillomavirus
    - Soort: Rhopapillomavirus 1

  - Geslacht: Sigmapapillomavirus
    - Soort: Sigmapapillomavirus 1

  - Geslacht: Taupapillomavirus
    - Soort: Taupapillomavirus 1

  - Geslacht: Thetapapillomavirus
    - Soort: Thetapapillomavirus 1

  - Geslacht: Upsilonpapillomavirus
    - Soort: Upsilonpapillomavirus 1
    - Soort: Upsilonpapillomavirus 2

  - Geslacht: Xipapillomavirus
    - Soort: Xipapillomavirus 1

  - Geslacht: Zetapapillomavirus
    - Soort: Zetapapillomavirus 1
- Familie: Partitiviridae
  - Geslacht: Alphacryptovirus
    - Soort: Alfalfa cryptic virus 1
    - Soort: Beet cryptic virus 1
    - Soort: Beet cryptic virus 2
    - Soort: Beet cryptic virus 3
    - Soort: Carnation cryptic virus 1
    - Soort: Carrot temperate virus 1
    - Soort: Carrot temperate virus 3
    - Soort: Carrot temperate virus 4
    - Soort: Hop trefoil cryptic virus 1
    - Soort: Hop trefoil cryptic virus 3
    - Soort: Radish yellow edge virus
    - Soort: Ryegrass cryptic virus
    - Soort: Spinach temperate virus
    - Soort: Vicia cryptic virus
    - Soort: White clover cryptic virus 1
    - Soort: White clover cryptic virus 3

  - Geslacht: Betacryptovirus
    - Soort: Carrot temperate virus 2
    - Soort: Hop trefoil cryptic virus 2
    - Soort: Red clover cryptic virus 2
    - Soort: White clover cryptic virus 2

  - Geslacht: Cryspovirus
    - Soort: Cryptosporidium parvum virus 1

  - Geslacht: Partitivirus
    - Soort: Agaricus bisporus virus 4
    - Soort: Aspergillus ochraceous virus
    - Soort: Atkinsonella hypoxylon virus
    - Soort: Ceratocystis resinifera virus 1
    - Soort: Discula destructiva virus 1
    - Soort: Discula destructiva virus 2
    - Soort: Fusarium poae virus 1
    - Soort: Fusarium solani virus 1
    - Soort: Gaeumannomyces graminis virus 019/6-A
    - Soort: Gaeumannomyces graminis virus T1-A
    - Soort: Gremmeniella abietina RNA virus MS1
    - Soort: Helicobasidium mompa virus
    - Soort: Heterobasidion annosum virus
    - Soort: Ophiostoma partitivirus 1
    - Soort: Penicillium stoloniferum virus F
    - Soort: Penicillium stoloniferum virus S
    - Soort: Pleurotus ostreatus virus 1
    - Soort: Rhizoctonia solani virus 717
    - Soort: Rosellinia necatrix virus 1
- Familie: Parvoviridae (Parvovirus)
- Familie: Parvoviridae, Subfamilie: Densovirinae
  - Geslacht: Brevidensovirus
    - Soort: Aedes aegypti densovirus
    - Soort: Aedes albopictus densovirus

  - Geslacht: Densovirus
    - Soort: Galleria mellonella densovirus
    - Soort: Junonia coenia densovirus

  - Geslacht: Iteravirus
    - Soort: Bombyx mori densovirus

  - Geslacht: Pefudensovirus
    - Soort: Periplaneta fuliginosa densovirus
- Familie: Parvoviridae, Subfamilie: Parvovirinae
  - Geslacht: Amdovirus
    - Soort: Aleutian mink disease virus

  - Geslacht: Bocavirus
    - Soort: Bovine parvovirus
    - Soort: Canine minute virus

  - Geslacht: Dependovirus
    - Soort: Adeno-associated virus-1
    - Soort: Adeno-associated virus-2
    - Soort: Adeno-associated virus-3
    - Soort: Adeno-associated virus-4
    - Soort: Adeno-associated virus-5
    - Soort: Avian adeno-associated virus
    - Soort: Bovine adeno-associated virus
    - Soort: Canine adeno-associated virus
    - Soort: Duck parvovirus
    - Soort: Equine adeno-associated virus
    - Soort: Goose parvovirus
    - Soort: Ovine adeno-associated virus

  - Geslacht: Erythrovirus
    - Soort: Human parvovirus B19 (Parvovirus B19)
    - Soort: Pig-tailed macaque parvovirus
    - Soort: Rhesus macaque parvovirus
    - Soort: Simian parvovirus

  - Geslacht: Parvovirus
    - Soort: Chicken parvovirus
    - Soort: Feline panleukopenia virus
    - Soort: H-1 parvovirus
    - Soort: HB parvovirus
    - Soort: Kilham rat virus
    - Soort: Lapine parvovirus
    - Soort: LuIII virus
    - Soort: Minute virus of mice
    - Soort: Mouse parvovirus 1
    - Soort: Porcine parvovirus
    - Soort: RT parvovirus
    - Soort: Tumor virus X
- Familie: Permutotetraviridae
  - Geslacht: Alphapermutotetravirus
    - Soort: Euprosterna elaeasa virus
    - Soort: Thosea asigna virus
- Familie: Phycodnaviridae
  - Geslacht: Chlorovirus
    - Soort: Acanthocystis turfacea chlorella virus 1
    - Soort: Hydra viridis Chlorella virus 1
    - Soort: Paramecium bursaria Chlorella virus 1
    - Soort: Paramecium bursaria Chlorella virus A1
    - Soort: Paramecium bursaria Chlorella virus AL1A
    - Soort: Paramecium bursaria Chlorella virus AL2A
    - Soort: Paramecium bursaria Chlorella virus BJ2C
    - Soort: Paramecium bursaria Chlorella virus CA4A
    - Soort: Paramecium bursaria Chlorella virus CA4B
    - Soort: Paramecium bursaria Chlorella virus IL3A
    - Soort: Paramecium bursaria Chlorella virus NC1A
    - Soort: Paramecium bursaria Chlorella virus NE8A
    - Soort: Paramecium bursaria Chlorella virus NY2A
    - Soort: Paramecium bursaria Chlorella virus NYs1
    - Soort: Paramecium bursaria Chlorella virus SC1A
    - Soort: Paramecium bursaria Chlorella virus XY6E
    - Soort: Paramecium bursaria Chlorella virus XZ3A
    - Soort: Paramecium bursaria Chlorella virus XZ4A
    - Soort: Paramecium bursaria Chlorella virus XZ4C

  - Geslacht: Coccolithovirus
    - Soort: Emiliania huxleyi virus 86

  - Geslacht: Phaeovirus
    - Soort: Ectocarpus fasciculatus virus a
    - Soort: Ectocarpus siliculosus virus 1
    - Soort: Ectocarpus siliculosus virus a
    - Soort: Feldmannia irregularis virus a
    - Soort: Feldmannia species virus a
    - Soort: Feldmannia species virus
    - Soort: Hincksia hinckiae virus a
    - Soort: Myriotrichia clavaeformis virus a
    - Soort: Pilayella littoralis virus 1

  - Geslacht: Prasinovirus
    - Soort: Micromonas pusilla virus SP1
    - Soort: Ostreococcus tauri virus OtV5

  - Geslacht: Prymnesiovirus
    - Soort: Chrysochromulina brevifilum virus PW1

  - Geslacht: Raphidovirus
    - Soort: Heterosigma akashiwo virus 01
- Familie: Picobirnaviridae
  - Geslacht: Picobirnavirus
    - Soort: Human picobirnavirus
    - Soort: Rabbit picobirnavirus
- Familie: Plasmaviridae
  - Geslacht: Plasmavirus
    - Soort: Acholeplasma phage L2
- Familie: Polydnaviridae
  - Geslacht: Bracovirus
    - Soort: Apanteles crassicornis bracovirus
    - Soort: Apanteles fumiferanae bracovirus
    - Soort: Ascogaster argentifrons bracovirus
    - Soort: Ascogaster quadridentata bracovirus
    - Soort: Cardiochiles nigriceps bracovirus
    - Soort: Chelonus altitudinis bracovirus
    - Soort: Chelonus blackburni bracovirus
    - Soort: Chelonus inanitus bracovirus
    - Soort: Chelonus insularis bracovirus
    - Soort: Chelonus nr. curvimaculatus bracovirus
    - Soort: Chelonus texanus bracovirus
    - Soort: Cotesia congregata bracovirus
    - Soort: Cotesia flavipes bracovirus
    - Soort: Cotesia glomerata bracovirus
    - Soort: Cotesia hyphantriae bracovirus
    - Soort: Cotesia kariyai bracovirus
    - Soort: Cotesia marginiventris bracovirus
    - Soort: Cotesia melanoscela bracovirus
    - Soort: Cotesia rubecula bracovirus
    - Soort: Cotesia schaeferi bracovirus
    - Soort: Diolcogaster facetosa bracovirus
    - Soort: Glyptapanteles flavicoxis bracovirus
    - Soort: Glyptapanteles indiensis bracovirus
    - Soort: Glyptapanteles liparidis bracovirus
    - Soort: Hypomicrogaster canadensis bracovirus
    - Soort: Hypomicrogaster ectdytolophae bracovirus
    - Soort: Microplitis croceipes bracovirus
    - Soort: Microplitis demolitor bracovirus
    - Soort: Phanerotoma flavitestacea bracovirus
    - Soort: Pholetesor ornigis bracovirus
    - Soort: Protapanteles paleacritae bracovirus
    - Soort: Tranosema rostrale bracovirus

  - Geslacht: Ichnovirus
    - Soort: Campoletis aprilis ichnovirus
    - Soort: Campoletis flavicincta ichnovirus
    - Soort: Campoletis sonorensis ichnovirus
    - Soort: Casinaria arjuna ichnovirus
    - Soort: Casinaria forcipata ichnovirus
    - Soort: Casinaria infesta ichnovirus
    - Soort: Diadegma acronyctae ichnovirus
    - Soort: Diadegma interruptum ichnovirus
    - Soort: Diadegma terebrans ichnovirus
    - Soort: Enytus montanus ichnovirus
    - Soort: Eriborus terebrans ichnovirus
    - Soort: Glypta fumiferanae ichnovirus
    - Soort: Hyposoter annulipes ichnovirus
    - Soort: Hyposoter exiguae ichnovirus
    - Soort: Hyposoter fugitivus ichnovirus
    - Soort: Hyposoter lymantriae ichnovirus
    - Soort: Hyposoter pilosulus ichnovirus
    - Soort: Hyposoter rivalis ichnovirus
    - Soort: Olesicampe benefactor ichnovirus
    - Soort: Olesicampe geniculatae ichnovirus
    - Soort: Synetaeris tenuifemur ichnovirus
- Familie: Polyomaviridae
  - Geslacht: Polyomavirus
    - Soort: African green monkey polyomavirus
    - Soort: Baboon polyomavirus 2
    - Soort: BK polyomavirus
    - Soort: Bovine polyomavirus
    - Soort: Budgerigar fledgling disease polyomavirus
    - Soort: Hamster polyomavirus
    - Soort: Human polyomavirus
    - Soort: JC polyomavirus (JC-virus)
    - Soort: Murine pneumotropic virus
    - Soort: Murine polyomavirus
    - Soort: Rabbit kidney vacuolating virus
    - Soort: Simian virus 12
    - Soort: Simian virus 40
- Familie: Pospiviroidae
  - Geslacht: Apscaviroid
    - Soort: Apple dimple fruit viroid
    - Soort: Apple scar skin viroid
    - Soort: Australian grapevine viroid
    - Soort: Citrus bent leaf viroid
    - Soort: Citrus dwarfing viroid
    - Soort: Citrus viroid V
    - Soort: Citrus viroid VI
    - Soort: Grapevine yellow speckle viroid 1
    - Soort: Grapevine yellow speckle viroid 2
    - Soort: Pear blister canker viroid

  - Geslacht: Cocadviroid
    - Soort: Citrus bark cracking viroid
    - Soort: Coconut cadang-cadang viroid
    - Soort: Coconut tinangaja viroid
    - Soort: Hop latent viroid

  - Geslacht: Coleviroid
    - Soort: Coleus blumei viroid 1
    - Soort: Coleus blumei viroid 2
    - Soort: Coleus blumei viroid 3

  - Geslacht: Hostuviroid
    - Soort: Hop stunt viroid

  - Geslacht: Pospiviroid
    - Soort: Chrysanthemum stunt viroid
    - Soort: Citrus exocortis viroid
    - Soort: Columnea latent viroid
    - Soort: Iresine viroid 1
    - Soort: Mexican papita viroid
    - Soort: Pepper chat fruit viroid
    - Soort: Potato spindle tuber viroid (Aardappelspindelknolviroïde)
    - Soort: Tomato apical stunt viroid
    - Soort: Tomato chlorotic dwarf viroid
    - Soort: Tomato planta macho viroid
- Familie: Potyviridae
  - Geslacht: Brambyvirus
    - Soort: Blackberry virus Y

  - Geslacht: Bymovirus
    - Soort: Barley mild mosaic virus
    - Soort: Barley yellow mosaic virus
    - Soort: Oat mosaic virus
    - Soort: Rice necrosis mosaic virus
    - Soort: Wheat spindle streak mosaic virus
    - Soort: Wheat yellow mosaic virus

  - Geslacht: Ipomovirus
    - Soort: Cassava brown streak virus
    - Soort: Cucumber vein yellowing virus
    - Soort: Squash vein yellowing virus
    - Soort: Sweet potato mild mottle virus
    - Soort: Ugandan cassava brown streak virus

  - Geslacht: Macluravirus
    - Soort: Alpinia mosaic virus
    - Soort: Cardamom mosaic virus
    - Soort: Chinese yam necrotic mosaic virus
    - Soort: Maclura mosaic virus
    - Soort: Narcissus latent virus
    - Soort: Ranunculus latent virus

  - Geslacht: Poacevirus
    - Soort: Sugarcane streak mosaic virus
    - Soort: Triticum mosaic virus

  - Geslacht: Potyvirus
    - Soort: Algerian watermelon mosaic virus
    - Soort: Alstroemeria mosaic virus
    - Soort: Alternanthera mild mosaic virus
    - Soort: Amaranthus leaf mottle virus
    - Soort: Amazon lily mosaic virus
    - Soort: Angelica virus Y
    - Soort: Apium virus Y
    - Soort: Araujia mosaic virus
    - Soort: Arracacha mottle virus
    - Soort: Artichoke latent virus
    - Soort: Asparagus virus 1
    - Soort: Banana bract mosaic virus
    - Soort: Basella rugose mosaic virus
    - Soort: Bean common mosaic necrosis virus
    - Soort: Bean common mosaic virus
    - Soort: Bean yellow mosaic virus
    - Soort: Beet mosaic virus
    - Soort: Bidens mottle virus
    - Soort: Brugmansia suaveolens mottle virus
    - Soort: Butterfly flower mosaic virus
    - Soort: Calanthe mild mosaic virus
    - Soort: Canna yellow streak virus
    - Soort: Carnation vein mottle virus
    - Soort: Carrot thin leaf virus
    - Soort: Carrot virus Y
    - Soort: Celery mosaic virus
    - Soort: Ceratobium mosaic virus
    - Soort: Chilli ringspot virus
    - Soort: Chilli veinal mottle virus
    - Soort: Chinese artichoke mosaic virus
    - Soort: Clitoria virus Y
    - Soort: Clover yellow vein virus
    - Soort: Cocksfoot streak virus
    - Soort: Colombian datura virus
    - Soort: Commelina mosaic virus
    - Soort: Cowpea aphid-borne mosaic virus
    - Soort: Cowpea green vein banding virus
    - Soort: Cypripedium virus Y
    - Soort: Daphne mosaic virus
    - Soort: Dasheen mosaic virus
    - Soort: Datura shoestring virus
    - Soort: Diuris virus Y
    - Soort: East Asian Passiflora virus
    - Soort: Endive necrotic mosaic virus
    - Soort: Euphorbia ringspot virus
    - Soort: Freesia mosaic virus
    - Soort: Fritillary virus Y
    - Soort: Gloriosa stripe mosaic virus
    - Soort: Groundnut eyespot virus
    - Soort: Guinea grass mosaic virus
    - Soort: Hardenbergia mosaic virus
    - Soort: Helenium virus Y
    - Soort: Henbane mosaic virus
    - Soort: Hibbertia virus Y
    - Soort: Hippeastrum mosaic virus
    - Soort: Hyacinth mosaic virus
    - Soort: Iris fulva mosaic virus
    - Soort: Iris mild mosaic virus
    - Soort: Iris severe mosaic virus
    - Soort: Japanese yam mosaic virus
    - Soort: Johnsongrass mosaic virus
    - Soort: Kalanchoë mosaic virus
    - Soort: Konjac mosaic virus
    - Soort: Leek yellow stripe virus
    - Soort: Lettuce mosaic virus
    - Soort: Lily mottle virus
    - Soort: Lycoris mild mottle virus
    - Soort: Maize dwarf mosaic virus
    - Soort: Malva vein clearing virus
    - Soort: Meadow saffron breaking virus
    - Soort: Moroccan watermelon mosaic virus
    - Soort: Narcissus degeneration virus
    - Soort: Narcissus late season yellows virus
    - Soort: Narcissus yellow stripe virus
    - Soort: Nerine yellow stripe virus
    - Soort: Nothoscordum mosaic virus
    - Soort: Onion yellow dwarf virus
    - Soort: Ornithogalum mosaic virus
    - Soort: Ornithogalum virus 2
    - Soort: Ornithogalum virus 3
    - Soort: Papaya leaf distortion mosaic virus
    - Soort: Papaya ringspot virus
    - Soort: Parsnip mosaic virus
    - Soort: Passiflora chlorosis virus
    - Soort: Passion fruit woodiness virus
    - Soort: Pea seed-borne mosaic virus
    - Soort: Peanut mottle virus
    - Soort: Pennisetum mosaic virus
    - Soort: Pepper mottle virus
    - Soort: Pepper severe mosaic virus
    - Soort: Pepper veinal mottle virus
    - Soort: Pepper yellow mosaic virus
    - Soort: Peru tomato mosaic virus
    - Soort: Pfaffia mosaic virus
    - Soort: Pleione virus Y
    - Soort: Plum pox virus (Sharka-virus)
    - Soort: Pokeweed mosaic virus
    - Soort: Potato virus A
    - Soort: Potato virus V
    - Soort: Potato virus Y
    - Soort: Ranunculus leaf distortion virus
    - Soort: Ranunculus mild mosaic virus
    - Soort: Ranunculus mosaic virus
    - Soort: Rhopalanthe virus Y
    - Soort: Sarcochilus virus Y
    - Soort: Scallion mosaic virus
    - Soort: Shallot yellow stripe virus
    - Soort: Sorghum mosaic virus
    - Soort: Soybean mosaic virus
    - Soort: Spiranthes mosaic virus 3
    - Soort: Sugarcane mosaic virus
    - Soort: Sunflower chlorotic mottle virus
    - Soort: Sunflower mosaic virus
    - Soort: Sweet potato feathery mottle virus
    - Soort: Sweet potato latent virus
    - Soort: Sweet potato mild speckling virus
    - Soort: Sweet potato virus 2
    - Soort: Sweet potato virus C
    - Soort: Sweet potato virus G
    - Soort: Telfairia mosaic virus
    - Soort: Telosma mosaic virus
    - Soort: Thunberg fritillary mosaic virus
    - Soort: Tobacco etch virus
    - Soort: Tobacco vein banding mosaic virus
    - Soort: Tobacco vein mottling virus
    - Soort: Tradescantia mild mosaic virus
    - Soort: Tropaeolum mosaic virus
    - Soort: Tuberose mild mosaic virus
    - Soort: Tuberose mild mottle virus
    - Soort: Tulip breaking virus
    - Soort: Tulip mosaic virus
    - Soort: Turnip mosaic virus
    - Soort: Twisted-stalk chlorotic streak virus
    - Soort: Vallota mosaic virus
    - Soort: Watermelon leaf mottle virus
    - Soort: Watermelon mosaic virus
    - Soort: Wild potato mosaic virus
    - Soort: Wild tomato mosaic virus
    - Soort: Wisteria vein mosaic virus
    - Soort: Yam mild mosaic virus
    - Soort: Yam mosaic virus
    - Soort: Yambean mosaic virus
    - Soort: Zantedeschia mild mosaic virus
    - Soort: Zea mosaic virus
    - Soort: Zucchini yellow fleck virus
    - Soort: Zucchini yellow mosaic virus

  - Geslacht: Rymovirus
    - Soort: Agropyron mosaic virus
    - Soort: Hordeum mosaic virus
    - Soort: Ryegrass mosaic virus

  - Geslacht: Tritimovirus
    - Soort: Brome streak mosaic virus
    - Soort: Oat necrotic mottle virus
    - Soort: Wheat eqlid mosaic virus
    - Soort: Wheat streak mosaic virus

  - Geslacht: Niet geplaatst
    - Soort: Spartina mottle virus
    - Soort: Tomato mild mottle virus
- Familie: Poxviridae, Subfamilie: Chordopoxvirinae
  - Geslacht: Avipoxvirus
    - Soort: Canarypox virus
    - Soort: Fowlpox virus
    - Soort: Juncopox virus
    - Soort: Mynahpox virus
    - Soort: Pigeonpox virus
    - Soort: Psittacinepox virus
    - Soort: Quailpox virus
    - Soort: Sparrowpox virus
    - Soort: Starlingpox virus
    - Soort: Turkeypox virus

  - Geslacht: Capripoxvirus
    - Soort: Goatpox virus
    - Soort: Lumpy skin disease virus
    - Soort: Sheeppox virus

  - Geslacht: Cervidpoxvirus
    - Soort: Mule deerpox virus

  - Geslacht: Crocodylidpoxvirus
    - Soort: Nile crocodilepox virus

  - Geslacht: Leporipoxvirus
    - Soort: Hare fibroma virus
    - Soort: Myxoma virus
    - Soort: Rabbit fibroma virus
    - Soort: Squirrel fibroma virus

  - Geslacht: Molluscipoxvirus
    - Soort: Molluscum contagiosum virus

  - Geslacht: Orthopoxvirus
    - Soort: Camelpox virus
    - Soort: Cowpox virus
    - Soort: Ectromelia virus
    - Soort: Monkeypox virus
    - Soort: Raccoonpox virus
    - Soort: Skunkpox virus
    - Soort: Taterapox virus
    - Soort: Vaccinia virus
    - Soort: Variola virus
    - Soort: Volepox virus

  - Geslacht: Parapoxvirus
    - Soort: Bovine papular stomatitis virus
    - Soort: Orf virus
    - Soort: Parapoxvirus of red deer in New Zealand
    - Soort: Pseudocowpox virus

  - Geslacht: Suipoxvirus
    - Soort: Swinepox virus

  - Geslacht: Niet geplaatst
    - Soort: Squirrelpox virus

  - Geslacht: Yatapoxvirus
    - Soort: Tanapox virus
    - Soort: Yaba monkey tumor virus
- Familie: Poxviridae, Subfamilie: Entomopoxvirinae
  - Geslacht: Alphaentomopoxvirus
    - Soort: Anomala cuprea entomopoxvirus
    - Soort: Aphodius tasmaniae entomopoxvirus
    - Soort: Demodema boranensis entomopoxvirus
    - Soort: Dermolepida albohirtum entomopoxvirus
    - Soort: Figulus subleavis entomopoxvirus
    - Soort: Geotrupes sylvaticus entomopoxvirus
    - Soort: Melolontha melolontha entomopoxvirus

  - Geslacht: Betaentomopoxvirus
    - Soort: Acrobasis zelleri entomopoxvirus 'L'
    - Soort: Amsacta moorei entomopoxvirus 'L'
    - Soort: Arphia conspersa entomopoxvirus 'O'
    - Soort: Choristoneura biennis entomopoxvirus 'L'
    - Soort: Choristoneura conflicta entomopoxvirus 'L'
    - Soort: Choristoneura diversuma entomopoxvirus 'L'
    - Soort: Choristoneura fumiferana entomopoxvirus 'L'
    - Soort: Chorizagrotis auxiliars entomopoxvirus 'L'
    - Soort: Heliothis armigera entomopoxvirus 'L'
    - Soort: Locusta migratoria entomopoxvirus 'O'
    - Soort: Oedaleus senigalensis entomopoxvirus 'O'
    - Soort: Operophtera brumata entomopoxvirus 'L'
    - Soort: Schistocera gregaria entomopoxvirus 'O'

  - Geslacht: Gammaentomopoxvirus
    - Soort: Aedes aegypti entomopoxvirus
    - Soort: Camptochironomus tentans entomopoxvirus
    - Soort: Chironomus attenuatus entomopoxvirus
    - Soort: Chironomus luridus entomopoxvirus
    - Soort: Chironomus plumosus entomopoxvirus
    - Soort: Goeldichironomus haloprasimus entomopoxvirus

  - Geslacht: Niet geplaatst
    - Soort: Diachasmimorpha entomopoxvirus
    - Soort: Melanoplus sanguinipes entomopoxvirus 'O'
- Familie: Pseudoviridae
  - Geslacht: Hemivirus
    - Soort: Aedes aegypti Mosqcopia virus
    - Soort: Candida albicans Tca2 virus
    - Soort: Candida albicans Tca5 virus
    - Soort: Drosophila melanogaster 1731 virus
    - Soort: Drosophila melanogaster copia virus
    - Soort: Saccharomyces cerevisiae Ty5 virus
    - Soort: Volvox carteri Lueckenbuesser virus
    - Soort: Volvox carteri Osser virus

  - Geslacht: Pseudovirus
    - Soort: Arabidopsis thaliana Art1 virus
    - Soort: Arabidopsis thaliana AtRE1 virus
    - Soort: Arabidopsis thaliana Evelknievel virus
    - Soort: Arabidopsis thaliana Ta1 virus
    - Soort: Brassica oleracea Melmoth virus
    - Soort: Cajanus cajan Panzee virus
    - Soort: Glycine max Tgmr virus
    - Soort: Hordeum vulgare BARE-1 virus
    - Soort: Nicotiana tabacum Tnt1 virus
    - Soort: Nicotiana tabacum Tto1 virus
    - Soort: Oryza australiensis RIRE1 virus
    - Soort: Oryza longistaminata Retrofit virus
    - Soort: Physarum polycephalum Tp1 virus
    - Soort: Saccharomyces cerevisiae Ty1 virus
    - Soort: Saccharomyces cerevisiae Ty2 virus
    - Soort: Saccharomyces cerevisiae Ty4 virus
    - Soort: Solanum tuberosum Tst1 virus
    - Soort: Triticum aestivum WIS-2 virus
    - Soort: Zea mays Hopscotch virus
    - Soort: Zea mays Sto-4 virus

  - Geslacht: Sirevirus
    - Soort: Arabidopsis thaliana Endovir virus
    - Soort: Glycine max SIRE1 virus
    - Soort: Lycopersicon esculentum ToRTL1 virus
    - Soort: Zea mays Opie-2 virus
    - Soort: Zea mays Prem-2 virus

  - Geslacht: Niet geplaatst
    - Soort: Phaseolus vulgaris Tpv2-6 virus
- Familie: Reoviridae (Reovirus)
- Familie: Reoviridae, Subfamilie: Sedoreovirinae
  - Geslacht: Cardoreovirus
    - Soort: Eriocheir sinensis reovirus

  - Geslacht: Mimoreovirus
    - Soort: Micromonas pusilla reovirus

  - Geslacht: Orbivirus
    - Soort: African horse sickness virus (Afrikaanse-paardenpestvirus)
    - Soort: Bluetongue virus (Blauwtongvirus)
    - Soort: Changuinola virus
    - Soort: Chenuda virus
    - Soort: Chobar Gorge virus
    - Soort: Corriparta virus
    - Soort: Epizootic hemorrhagic disease virus
    - Soort: Equine encephalosis virus
    - Soort: Eubenangee virus
    - Soort: Great Island virus
    - Soort: Ieri virus
    - Soort: Lebombo virus
    - Soort: Orungo virus
    - Soort: Palyam virus
    - Soort: Peruvian horse sickness virus
    - Soort: St Croix River virus
    - Soort: Umatilla virus
    - Soort: Wad Medani virus
    - Soort: Wallal virus
    - Soort: Warrego virus
    - Soort: Wongorr virus
    - Soort: Yunnan orbivirus

  - Geslacht: Phytoreovirus
    - Soort: Rice dwarf virus
    - Soort: Rice gall dwarf virus
    - Soort: Wound tumor virus

  - Geslacht: Rotavirus
    - Soort: Rotavirus A
    - Soort: Rotavirus B
    - Soort: Rotavirus C
    - Soort: Rotavirus D
    - Soort: Rotavirus E

  - Geslacht: Seadornavirus
    - Soort: Banna virus
    - Soort: Kadipiro virus
    - Soort: Liao ning virus
- Familie: Reoviridae, Subfamilie: Spinareovirinae
  - Geslacht: Aquareovirus
    - Soort: Aquareovirus A
    - Soort: Aquareovirus B
    - Soort: Aquareovirus C
    - Soort: Aquareovirus D
    - Soort: Aquareovirus E
    - Soort: Aquareovirus F
    - Soort: Aquareovirus G

  - Geslacht: Coltivirus
    - Soort: Colorado tick fever virus
    - Soort: Eyach virus

  - Geslacht: Cypovirus
    - Soort: Cypovirus 1
    - Soort: Cypovirus 10
    - Soort: Cypovirus 11
    - Soort: Cypovirus 12
    - Soort: Cypovirus 13
    - Soort: Cypovirus 14
    - Soort: Cypovirus 15
    - Soort: Cypovirus 16
    - Soort: Cypovirus 2
    - Soort: Cypovirus 3
    - Soort: Cypovirus 4
    - Soort: Cypovirus 5
    - Soort: Cypovirus 6
    - Soort: Cypovirus 7
    - Soort: Cypovirus 8
    - Soort: Cypovirus 9

  - Geslacht: Dinovernavirus
    - Soort: Aedes pseudoscutellaris reovirus

  - Geslacht: Fijivirus
    - Soort: Fiji disease virus
    - Soort: Garlic dwarf virus
    - Soort: Maize rough dwarf virus
    - Soort: Mal de Rio Cuarto virus
    - Soort: Nilaparvata lugens reovirus
    - Soort: Oat sterile dwarf virus
    - Soort: Pangola stunt virus
    - Soort: Rice black streaked dwarf virus

  - Geslacht: Idnoreovirus
    - Soort: Idnoreovirus 1
    - Soort: Idnoreovirus 2
    - Soort: Idnoreovirus 3
    - Soort: Idnoreovirus 4
    - Soort: Idnoreovirus 5

  - Geslacht: Mycoreovirus
    - Soort: Mycoreovirus 1
    - Soort: Mycoreovirus 2
    - Soort: Mycoreovirus 3

  - Geslacht: Orthoreovirus
    - Soort: Avian orthoreovirus
    - Soort: Baboon orthoreovirus
    - Soort: Mammalian orthoreovirus
    - Soort: Nelson Bay orthoreovirus
    - Soort: Reptilian orthoreovirus

  - Geslacht: Oryzavirus
    - Soort: Echinochloa ragged stunt virus
    - Soort: Rice ragged stunt virus
- Familie: Retroviridae (Retrovirus (virologie))
- Familie: Retroviridae, Subfamilie: Orthoretrovirinae
  - Geslacht: Alpharetrovirus
    - Soort: Avian carcinoma Mill Hill virus 2
    - Soort: Avian leukosis virus
    - Soort: Avian myeloblastosis virus
    - Soort: Avian myelocytomatosis virus 29
    - Soort: Avian sarcoma virus CT10
    - Soort: Fujinami sarcoma virus
    - Soort: Rous sarcoma virus
    - Soort: UR2 sarcoma virus
    - Soort: Y73 sarcoma virus

  - Geslacht: Betaretrovirus
    - Soort: Jaagsiekte sheep retrovirus
    - Soort: Langur virus
    - Soort: Mason-Pfizer monkey virus
    - Soort: Mouse mammary tumor virus
    - Soort: Squirrel monkey retrovirus

  - Geslacht: Deltaretrovirus
    - Soort: Bovine leukemia virus
    - Soort: Primate T-lymphotropic virus 1
    - Soort: Primate T-lymphotropic virus 2
    - Soort: Primate T-lymphotropic virus 3

  - Geslacht: Epsilonretrovirus
    - Soort: Walleye dermal sarcoma virus
    - Soort: Walleye epidermal hyperplasia virus 1
    - Soort: Walleye epidermal hyperplasia virus 2

  - Geslacht: Gammaretrovirus
    - Soort: Chick syncytial virus
    - Soort: Feline leukemia virus
    - Soort: Finkel-Biskis-Jinkins murine sarcoma virus
    - Soort: Gardner-Arnstein feline sarcoma virus
    - Soort: Gibbon ape leukemia virus
    - Soort: Guinea pig type-C oncovirus
    - Soort: Hardy-Zuckerman feline sarcoma virus
    - Soort: Harvey murine sarcoma virus
    - Soort: Kirsten murine sarcoma virus
    - Soort: Moloney murine sarcoma virus
    - Soort: Murine leukemia virus (zie Xenotropic murine leukemia virus-related virus)
    - Soort: Porcine type-C oncovirus
    - Soort: Reticuloendotheliosis virus
    - Soort: Snyder-Theilen feline sarcoma virus
    - Soort: Trager duck spleen necrosis virus
    - Soort: Viper retrovirus
    - Soort: Woolly monkey sarcoma virus

  - Geslacht: Lentivirus
    - Soort: Bovine immunodeficiency virus
    - Soort: Caprine arthritis encephalitis virus
    - Soort: Equine infectious anemia virus
    - Soort: Feline immunodeficiency virus (Felien immunodeficiëntievirus)
    - Soort: Human immunodeficiency virus 1 (zie: Hiv)
    - Soort: Human immunodeficiency virus 2 (zie: Hiv)
    - Soort: Puma lentivirus
    - Soort: Simian immunodeficiency virus
    - Soort: Visna/maedi virus
- Familie: Retroviridae, Subfamilie: Spumaretrovirinae
  - Geslacht: Spumavirus
    - Soort: African green monkey simian foamy virus
    - Soort: Bovine foamy virus
    - Soort: Equine foamy virus
    - Soort: Feline foamy virus
    - Soort: Macaque simian foamy virus
    - Soort: Simian foamy virus
- Familie: Rudiviridae
  - Geslacht: Rudivirus
    - Soort: Acidianus rod-shaped virus 1
    - Soort: Sulfolobus islandicus rod-shaped virus 1
    - Soort: Sulfolobus islandicus rod-shaped virus 2
- Familie: Tectiviridae
  - Geslacht: Tectivirus
    - Soort: Bacillus phage AP50
    - Soort: Bacillus phage Bam35
    - Soort: Enterobacteria phage PRD1
    - Soort: Thermus phage P37-14

  - Geslacht: Niet geplaatst
    - Soort: Bacillus phage phiNS11
- Familie: Togaviridae
  - Geslacht: Alphavirus
    - Soort: Aura virus
    - Soort: Barmah Forest virus
    - Soort: Bebaru virus
    - Soort: Cabassou virus
    - Soort: Chikungunya virus (Chikungunya-virus)
    - Soort: Eastern equine encephalitis virus
    - Soort: Everglades virus
    - Soort: Fort Morgan virus
    - Soort: Getah virus
    - Soort: Highlands J virus
    - Soort: Mayaro virus
    - Soort: Middelburg virus
    - Soort: Mosso das Pedras virus (78V3531)
    - Soort: Mucambo virus
    - Soort: Ndumu virus
    - Soort: O'nyong-nyong virus
    - Soort: Pixuna virus
    - Soort: Rio Negro virus
    - Soort: Ross River virus
    - Soort: Salmon pancreas disease virus
    - Soort: Semliki Forest virus
    - Soort: Sindbis virus
    - Soort: Southern elephant seal virus
    - Soort: Tonate virus
    - Soort: Trocara virus
    - Soort: Una virus
    - Soort: Venezuelan equine encephalitis virus
    - Soort: Western equine encephalitis virus
    - Soort: Whataroa virus

  - Geslacht: Rubivirus
    - Soort: Rubella virus
- Familie: Tombusviridae
  - Geslacht: Aureusvirus
    - Soort: Cucumber leaf spot virus
    - Soort: Johnsongrass chlorotic stripe mosaic virus
    - Soort: Maize white line mosaic virus
    - Soort: Pothos latent virus

  - Geslacht: Avenavirus
    - Soort: Oat chlorotic stunt virus

  - Geslacht: Carmovirus
    - Soort: Ahlum waterborne virus
    - Soort: Angelonia flower break virus
    - Soort: Bean mild mosaic virus
    - Soort: Calibrachoa mottle virus
    - Soort: Cardamine chlorotic fleck virus
    - Soort: Carnation mottle virus
    - Soort: Cowpea mottle virus
    - Soort: Cucumber soil-borne virus
    - Soort: Galinsoga mosaic virus
    - Soort: Hibiscus chlorotic ringspot virus
    - Soort: Honeysuckle ringspot virus
    - Soort: Japanese iris necrotic ring virus
    - Soort: Melon necrotic spot virus
    - Soort: Nootka lupine vein clearing virus
    - Soort: Pea stem necrosis virus
    - Soort: Pelargonium flower break virus
    - Soort: Saguaro cactus virus
    - Soort: Soybean yellow mottle mosaic virus
    - Soort: Turnip crinkle virus
    - Soort: Weddel waterborne virus

  - Geslacht: Dianthovirus
    - Soort: Carnation ringspot virus
    - Soort: Red clover necrotic mosaic virus
    - Soort: Sweet clover necrotic mosaic virus

  - Geslacht: Machlomovirus
    - Soort: Maize chlorotic mottle virus

  - Geslacht: Necrovirus
    - Soort: Beet black scorch virus
    - Soort: Chenopodium necrosis virus
    - Soort: Leek white stripe virus
    - Soort: Olive latent virus 1
    - Soort: Olive mild mosaic virus
    - Soort: Tobacco necrosis virus A
    - Soort: Tobacco necrosis virus D

  - Geslacht: Panicovirus
    - Soort: Cocksfoot mild mosaic virus
    - Soort: Panicum mosaic virus

  - Geslacht: Tombusvirus
    - Soort: Artichoke mottled crinkle virus
    - Soort: Carnation Italian ringspot virus
    - Soort: Cucumber Bulgarian virus
    - Soort: Cucumber necrosis virus
    - Soort: Cymbidium ringspot virus
    - Soort: Eggplant mottled crinkle virus
    - Soort: Grapevine Algerian latent virus
    - Soort: Havel River virus
    - Soort: Lato River virus
    - Soort: Limonium flower distortion virus
    - Soort: Moroccan pepper virus
    - Soort: Neckar River virus
    - Soort: Pelargonium leaf curl virus
    - Soort: Pelargonium necrotic spot virus
    - Soort: Petunia asteroid mosaic virus
    - Soort: Sitke waterborne virus
    - Soort: Tomato bushy stunt virus

  - Geslacht: Niet geplaatst
    - Soort: Maize necrotic streak virus
    - Soort: Pelargonium line pattern virus
- Familie: Totiviridae
  - Geslacht: Giardiavirus
    - Soort: Giardia lamblia virus

  - Geslacht: Leishmaniavirus
    - Soort: Leishmania RNA virus 1 - 1
    - Soort: Leishmania RNA virus 1 - 10
    - Soort: Leishmania RNA virus 1 - 11
    - Soort: Leishmania RNA virus 1 - 12
    - Soort: Leishmania RNA virus 1 - 2
    - Soort: Leishmania RNA virus 1 - 3
    - Soort: Leishmania RNA virus 1 - 4
    - Soort: Leishmania RNA virus 1 - 5
    - Soort: Leishmania RNA virus 1 - 6
    - Soort: Leishmania RNA virus 1 - 7
    - Soort: Leishmania RNA virus 1 - 8
    - Soort: Leishmania RNA virus 1 - 9
    - Soort: Leishmania RNA virus 2 - 1

  - Geslacht: Totivirus
    - Soort: Saccharomyces cerevisiae virus L-A
    - Soort: Saccharomyces cerevisiae virus L-BC (La)
    - Soort: Ustilago maydis virus H1

  - Geslacht: Trichomonasvirus
    - Soort: Trichomonas vaginalis virus 1
    - Soort: Trichomonas vaginalis virus 2
    - Soort: Trichomonas vaginalis virus 3

  - Geslacht: Victorivirus
    - Soort: Chalara elegans RNA Virus 1
    - Soort: Coniothyrium minitans RNA virus
    - Soort: Epichloe festucae virus 1
    - Soort: Gremmeniella abietina RNA virus L1
    - Soort: Helicobasidium mompa totivirus 1-17
    - Soort: Helminthosporium victoriae virus 190S
    - Soort: Magnaporthe oryzae virus 1
    - Soort: Sphaeropsis sapinea RNA virus 1
    - Soort: Sphaeropsis sapinea RNA virus 2
- Familie: Niet geplaatst
  - Geslacht: Bacilladnavirus
    - Soort: Chaetoceros salsugineum DNA virus 01

  - Geslacht: Benyvirus
    - Soort: Beet necrotic yellow vein virus
    - Soort: Beet soil-borne mosaic virus

  - Geslacht: Cilevirus
    - Soort: Citrus leprosis virus C

  - Geslacht: Deltavirus
    - Soort: Hepatitis delta virus

  - Geslacht: Dinodnavirus
    - Soort: Heterocapsa circularisquama DNA virus 01

  - Geslacht: Emaravirus
    - Soort: European mountain ash ringspot-associated virus
    - Soort: Fig mosaic virus

  - Geslacht: Idaeovirus
    - Soort: Raspberry bushy dwarf virus

  - Geslacht: Ourmiavirus
    - Soort: Cassava virus C
    - Soort: Epirus cherry virus
    - Soort: Ourmia melon virus

  - Geslacht: Polemovirus
    - Soort: Poinsettia latent virus

  - Geslacht: Rizidiovirus
    - Soort: Rhizidiomyces virus

  - Geslacht: Salterprovirus
    - Soort: His 1 virus

  - Geslacht: Sobemovirus
    - Soort: Blueberry shoestring virus
    - Soort: Cocksfoot mottle virus
    - Soort: Imperata yellow mottle virus
    - Soort: Lucerne transient streak virus
    - Soort: Rice yellow mottle virus
    - Soort: Ryegrass mottle virus
    - Soort: Sesbania mosaic virus
    - Soort: Solanum nodiflorum mottle virus
    - Soort: Southern bean mosaic virus
    - Soort: Southern cowpea mosaic virus
    - Soort: Sowbane mosaic virus
    - Soort: Subterranean clover mottle virus
    - Soort: Turnip rosette virus
    - Soort: Velvet tobacco mottle virus

  - Geslacht: Tenuivirus
    - Soort: Echinochloa hoja blanca virus
    - Soort: Maize stripe virus
    - Soort: Rice grassy stunt virus
    - Soort: Rice hoja blanca virus
    - Soort: Rice stripe virus
    - Soort: Urochloa hoja blanca virus

  - Geslacht: Umbravirus
    - Soort: Carrot mottle mimic virus
    - Soort: Carrot mottle virus
    - Soort: Groundnut rosette virus
    - Soort: Lettuce speckles mottle virus
    - Soort: Pea enation mosaic virus-2
    - Soort: Tobacco bushy top virus
    - Soort: Tobacco mottle virus

  - Geslacht: Varicosavirus
    - Soort: Lettuce big-vein associated virus
- Familie: Virgaviridae
  - Geslacht: Furovirus
    - Soort: Chinese wheat mosaic virus
    - Soort: Japanese soil-borne wheat mosaic virus
    - Soort: Oat golden stripe virus
    - Soort: Soil-borne cereal mosaic virus
    - Soort: Soil-borne wheat mosaic virus
    - Soort: Sorghum chlorotic spot virus

  - Geslacht: Hordeivirus
    - Soort: Anthoxanthum latent blanching virus
    - Soort: Barley stripe mosaic virus
    - Soort: Lychnis ringspot virus
    - Soort: Poa semilatent virus

  - Geslacht: Pecluvirus
    - Soort: Indian peanut clump virus
    - Soort: Peanut clump virus

  - Geslacht: Pomovirus
    - Soort: Beet soil-borne virus
    - Soort: Beet virus Q
    - Soort: Broad bean necrosis virus
    - Soort: Potato mop-top virus

  - Geslacht: Tobamovirus
    - Soort: Brugmansia mild mottle virus
    - Soort: Cucumber fruit mottle mosaic virus
    - Soort: Cucumber green mottle mosaic virus
    - Soort: Frangipani mosaic virus
    - Soort: Hibiscus latent Fort Pierce virus
    - Soort: Hibiscus latent Singapore virus
    - Soort: Kyuri green mottle mosaic virus
    - Soort: Obuda pepper virus
    - Soort: Odontoglossum ringspot virus
    - Soort: Paprika mild mottle virus
    - Soort: Pepper mild mottle virus
    - Soort: Rehmannia mosaic virus
    - Soort: Ribgrass mosaic virus
    - Soort: Sammons's Opuntia virus
    - Soort: Streptocarpus flower break virus
    - Soort: Sunn-hemp mosaic virus
    - Soort: Tobacco latent virus
    - Soort: Tobacco mild green mosaic virus
    - Soort: Tobacco mosaic virus (Tabaksmozaïekvirus)
    - Soort: Tomato mosaic virus
    - Soort: Turnip vein-clearing virus
    - Soort: Ullucus mild mottle virus
    - Soort: Wasabi mottle virus
    - Soort: Youcai mosaic virus
    - Soort: Zucchini green mottle mosaic virus

  - Geslacht: Tobravirus
    - Soort: Pea early-browning virus
    - Soort: Pepper ringspot virus
    - Soort: Tobacco rattle virus